# فهرست سیارک‌ها (۱۹۴۰۰۱–۱۹۵۰۰۱)
فهرست سیارک‌ها (۱۹۴۰۰۱ - ۱۹۵۰۰۱) فهرست سیارک‌ها از ۱۹۴۰۰۱ تا ۱۹۵۰۰۱ است.
| نام    | نام انگلیسی | تاریخ کشف       |
| ------ | ----------- | --------------- |
| ۱۹۴۰۰۱ | 2001 RV155  | ۱۲ سپتامبر ۲۰۰۱ |
| ۱۹۴۰۰۲ | 2001 SG1    | ۱۷ سپتامبر ۲۰۰۱ |
| ۱۹۴۰۰۳ | 2001 SP2    | ۱۷ سپتامبر ۲۰۰۱ |
| ۱۹۴۰۰۴ | 2001 SB5    | ۱۸ سپتامبر ۲۰۰۱ |
| ۱۹۴۰۰۵ | 2001 SH5    | ۱۶ سپتامبر ۲۰۰۱ |
| ۱۹۴۰۰۶ | 2001 SG10   | ۱۹ سپتامبر ۲۰۰۱ |
| ۱۹۴۰۰۷ | 2001 SX12   | ۱۶ سپتامبر ۲۰۰۱ |
| ۱۹۴۰۰۸ | 2001 SE17   | ۱۶ سپتامبر ۲۰۰۱ |
| ۱۹۴۰۰۹ | 2001 SE18   | ۱۶ سپتامبر ۲۰۰۱ |
| ۱۹۴۰۱۰ | 2001 SC19   | ۱۶ سپتامبر ۲۰۰۱ |
| ۱۹۴۰۱۱ | 2001 SX20   | ۱۶ سپتامبر ۲۰۰۱ |
| ۱۹۴۰۱۲ | 2001 SX25   | ۱۶ سپتامبر ۲۰۰۱ |
| ۱۹۴۰۱۳ | 2001 SO27   | ۱۶ سپتامبر ۲۰۰۱ |
| ۱۹۴۰۱۴ | 2001 SS28   | ۱۶ سپتامبر ۲۰۰۱ |
| ۱۹۴۰۱۵ | 2001 SK29   | ۱۶ سپتامبر ۲۰۰۱ |
| ۱۹۴۰۱۶ | 2001 SR30   | ۱۶ سپتامبر ۲۰۰۱ |
| ۱۹۴۰۱۷ | 2001 SF33   | ۱۶ سپتامبر ۲۰۰۱ |
| ۱۹۴۰۱۸ | 2001 SD34   | ۱۶ سپتامبر ۲۰۰۱ |
| ۱۹۴۰۱۹ | 2001 SQ34   | ۱۶ سپتامبر ۲۰۰۱ |
| ۱۹۴۰۲۰ | 2001 SF36   | ۱۶ سپتامبر ۲۰۰۱ |
| ۱۹۴۰۲۱ | 2001 SG36   | ۱۶ سپتامبر ۲۰۰۱ |
| ۱۹۴۰۲۲ | 2001 SC38   | ۱۶ سپتامبر ۲۰۰۱ |
| ۱۹۴۰۲۳ | 2001 SW39   | ۱۶ سپتامبر ۲۰۰۱ |
| ۱۹۴۰۲۴ | 2001 SJ40   | ۱۶ سپتامبر ۲۰۰۱ |
| ۱۹۴۰۲۵ | 2001 SN50   | ۱۶ سپتامبر ۲۰۰۱ |
| ۱۹۴۰۲۶ | 2001 SG51   | ۱۶ سپتامبر ۲۰۰۱ |
| ۱۹۴۰۲۷ | 2001 SH58   | ۱۷ سپتامبر ۲۰۰۱ |
| ۱۹۴۰۲۸ | 2001 SQ62   | ۱۷ سپتامبر ۲۰۰۱ |
| ۱۹۴۰۲۹ | 2001 SK64   | ۱۷ سپتامبر ۲۰۰۱ |
| ۱۹۴۰۳۰ | 2001 SN70   | ۱۷ سپتامبر ۲۰۰۱ |
| ۱۹۴۰۳۱ | 2001 SQ75   | ۱۹ سپتامبر ۲۰۰۱ |
| ۱۹۴۰۳۲ | 2001 SV77   | ۱۹ سپتامبر ۲۰۰۱ |
| ۱۹۴۰۳۳ | 2001 SD78   | ۱۹ سپتامبر ۲۰۰۱ |
| ۱۹۴۰۳۴ | 2001 SU78   | ۱۹ سپتامبر ۲۰۰۱ |
| ۱۹۴۰۳۵ | 2001 SU81   | ۲۰ سپتامبر ۲۰۰۱ |
| ۱۹۴۰۳۶ | 2001 SA84   | ۲۰ سپتامبر ۲۰۰۱ |
| ۱۹۴۰۳۷ | 2001 SW84   | ۲۰ سپتامبر ۲۰۰۱ |
| ۱۹۴۰۳۸ | 2001 SV87   | ۲۰ سپتامبر ۲۰۰۱ |
| ۱۹۴۰۳۹ | 2001 SF88   | ۲۰ سپتامبر ۲۰۰۱ |
| ۱۹۴۰۴۰ | 2001 SY91   | ۲۰ سپتامبر ۲۰۰۱ |
| ۱۹۴۰۴۱ | 2001 SZ93   | ۲۰ سپتامبر ۲۰۰۱ |
| ۱۹۴۰۴۲ | 2001 SL95   | ۲۰ سپتامبر ۲۰۰۱ |
| ۱۹۴۰۴۳ | 2001 SJ98   | ۲۰ سپتامبر ۲۰۰۱ |
| ۱۹۴۰۴۴ | 2001 SV98   | ۲۰ سپتامبر ۲۰۰۱ |
| ۱۹۴۰۴۵ | 2001 SV99   | ۲۰ سپتامبر ۲۰۰۱ |
| ۱۹۴۰۴۶ | 2001 SB100  | ۲۰ سپتامبر ۲۰۰۱ |
| ۱۹۴۰۴۷ | 2001 ST100  | ۲۰ سپتامبر ۲۰۰۱ |
| ۱۹۴۰۴۸ | 2001 SK102  | ۲۰ سپتامبر ۲۰۰۱ |
| ۱۹۴۰۴۹ | 2001 SD105  | ۲۰ سپتامبر ۲۰۰۱ |
| ۱۹۴۰۵۰ | 2001 SF105  | ۲۰ سپتامبر ۲۰۰۱ |
| ۱۹۴۰۵۱ | 2001 SV106  | ۲۰ سپتامبر ۲۰۰۱ |
| ۱۹۴۰۵۲ | 2001 SY106  | ۲۰ سپتامبر ۲۰۰۱ |
| ۱۹۴۰۵۳ | 2001 SX116  | ۱۶ سپتامبر ۲۰۰۱ |
| ۱۹۴۰۵۴ | 2001 SX117  | ۱۶ سپتامبر ۲۰۰۱ |
| ۱۹۴۰۵۵ | 2001 SS118  | ۱۶ سپتامبر ۲۰۰۱ |
| ۱۹۴۰۵۶ | 2001 SW121  | ۱۶ سپتامبر ۲۰۰۱ |
| ۱۹۴۰۵۷ | 2001 SX122  | ۱۶ سپتامبر ۲۰۰۱ |
| ۱۹۴۰۵۸ | 2001 SA123  | ۱۶ سپتامبر ۲۰۰۱ |
| ۱۹۴۰۵۹ | 2001 SY123  | ۱۶ سپتامبر ۲۰۰۱ |
| ۱۹۴۰۶۰ | 2001 SQ125  | ۱۶ سپتامبر ۲۰۰۱ |
| ۱۹۴۰۶۱ | 2001 SS125  | ۱۶ سپتامبر ۲۰۰۱ |
| ۱۹۴۰۶۲ | 2001 SS126  | ۱۶ سپتامبر ۲۰۰۱ |
| ۱۹۴۰۶۳ | 2001 SL128  | ۱۶ سپتامبر ۲۰۰۱ |
| ۱۹۴۰۶۴ | 2001 SG129  | ۱۶ سپتامبر ۲۰۰۱ |
| ۱۹۴۰۶۵ | 2001 SX129  | ۱۶ سپتامبر ۲۰۰۱ |
| ۱۹۴۰۶۶ | 2001 SE130  | ۱۶ سپتامبر ۲۰۰۱ |
| ۱۹۴۰۶۷ | 2001 SQ139  | ۱۶ سپتامبر ۲۰۰۱ |
| ۱۹۴۰۶۸ | 2001 SB140  | ۱۶ سپتامبر ۲۰۰۱ |
| ۱۹۴۰۶۹ | 2001 SP141  | ۱۶ سپتامبر ۲۰۰۱ |
| ۱۹۴۰۷۰ | 2001 SM142  | ۱۶ سپتامبر ۲۰۰۱ |
| ۱۹۴۰۷۱ | 2001 SL144  | ۱۶ سپتامبر ۲۰۰۱ |
| ۱۹۴۰۷۲ | 2001 SO144  | ۱۶ سپتامبر ۲۰۰۱ |
| ۱۹۴۰۷۳ | 2001 SY144  | ۱۶ سپتامبر ۲۰۰۱ |
| ۱۹۴۰۷۴ | 2001 SO145  | ۱۶ سپتامبر ۲۰۰۱ |
| ۱۹۴۰۷۵ | 2001 SW146  | ۱۶ سپتامبر ۲۰۰۱ |
| ۱۹۴۰۷۶ | 2001 SP148  | ۱۷ سپتامبر ۲۰۰۱ |
| ۱۹۴۰۷۷ | 2001 SN149  | ۱۷ سپتامبر ۲۰۰۱ |
| ۱۹۴۰۷۸ | 2001 SW150  | ۱۷ سپتامبر ۲۰۰۱ |
| ۱۹۴۰۷۹ | 2001 SB153  | ۱۷ سپتامبر ۲۰۰۱ |
| ۱۹۴۰۸۰ | 2001 SE156  | ۱۷ سپتامبر ۲۰۰۱ |
| ۱۹۴۰۸۱ | 2001 SM156  | ۱۷ سپتامبر ۲۰۰۱ |
| ۱۹۴۰۸۲ | 2001 SK157  | ۱۷ سپتامبر ۲۰۰۱ |
| ۱۹۴۰۸۳ | 2001 SP159  | ۱۷ سپتامبر ۲۰۰۱ |
| ۱۹۴۰۸۴ | 2001 SP163  | ۱۷ سپتامبر ۲۰۰۱ |
| ۱۹۴۰۸۵ | 2001 SG166  | ۱۹ سپتامبر ۲۰۰۱ |
| ۱۹۴۰۸۶ | 2001 SP167  | ۱۹ سپتامبر ۲۰۰۱ |
| ۱۹۴۰۸۷ | 2001 ST168  | ۱۹ سپتامبر ۲۰۰۱ |
| ۱۹۴۰۸۸ | 2001 SQ171  | ۱۶ سپتامبر ۲۰۰۱ |
| ۱۹۴۰۸۹ | 2001 SE174  | ۱۶ سپتامبر ۲۰۰۱ |
| ۱۹۴۰۹۰ | 2001 SH176  | ۱۶ سپتامبر ۲۰۰۱ |
| ۱۹۴۰۹۱ | 2001 SH182  | ۱۹ سپتامبر ۲۰۰۱ |
| ۱۹۴۰۹۲ | 2001 SG186  | ۱۹ سپتامبر ۲۰۰۱ |
| ۱۹۴۰۹۳ | 2001 SA199  | ۱۹ سپتامبر ۲۰۰۱ |
| ۱۹۴۰۹۴ | 2001 SG201  | ۱۹ سپتامبر ۲۰۰۱ |
| ۱۹۴۰۹۵ | 2001 SS204  | ۱۹ سپتامبر ۲۰۰۱ |
| ۱۹۴۰۹۶ | 2001 SS206  | ۱۹ سپتامبر ۲۰۰۱ |
| ۱۹۴۰۹۷ | 2001 SB207  | ۱۹ سپتامبر ۲۰۰۱ |
| ۱۹۴۰۹۸ | 2001 SV208  | ۱۹ سپتامبر ۲۰۰۱ |
| ۱۹۴۰۹۹ | 2001 SW208  | ۱۹ سپتامبر ۲۰۰۱ |
| ۱۹۴۱۰۰ | 2001 SG210  | ۱۹ سپتامبر ۲۰۰۱ |
| ۱۹۴۱۰۱ | 2001 SE212  | ۱۹ سپتامبر ۲۰۰۱ |
| ۱۹۴۱۰۲ | 2001 SX212  | ۱۹ سپتامبر ۲۰۰۱ |
| ۱۹۴۱۰۳ | 2001 SW214  | ۱۹ سپتامبر ۲۰۰۱ |
| ۱۹۴۱۰۴ | 2001 SF215  | ۱۹ سپتامبر ۲۰۰۱ |
| ۱۹۴۱۰۵ | 2001 SJ222  | ۱۹ سپتامبر ۲۰۰۱ |
| ۱۹۴۱۰۶ | 2001 SY223  | ۱۹ سپتامبر ۲۰۰۱ |
| ۱۹۴۱۰۷ | 2001 SG225  | ۱۹ سپتامبر ۲۰۰۱ |
| ۱۹۴۱۰۸ | 2001 SH230  | ۱۹ سپتامبر ۲۰۰۱ |
| ۱۹۴۱۰۹ | 2001 SX231  | ۱۹ سپتامبر ۲۰۰۱ |
| ۱۹۴۱۱۰ | 2001 SW233  | ۱۹ سپتامبر ۲۰۰۱ |
| ۱۹۴۱۱۱ | 2001 SK236  | ۱۹ سپتامبر ۲۰۰۱ |
| ۱۹۴۱۱۲ | 2001 SF237  | ۱۹ سپتامبر ۲۰۰۱ |
| ۱۹۴۱۱۳ | 2001 SU243  | ۱۹ سپتامبر ۲۰۰۱ |
| ۱۹۴۱۱۴ | 2001 SB249  | ۱۹ سپتامبر ۲۰۰۱ |
| ۱۹۴۱۱۵ | 2001 SL249  | ۱۹ سپتامبر ۲۰۰۱ |
| ۱۹۴۱۱۶ | 2001 SS250  | ۱۹ سپتامبر ۲۰۰۱ |
| ۱۹۴۱۱۷ | 2001 SV253  | ۱۹ سپتامبر ۲۰۰۱ |
| ۱۹۴۱۱۸ | 2001 SM257  | ۱۹ سپتامبر ۲۰۰۱ |
| ۱۹۴۱۱۹ | 2001 SN258  | ۲۰ سپتامبر ۲۰۰۱ |
| ۱۹۴۱۲۰ | 2001 SE261  | ۲۰ سپتامبر ۲۰۰۱ |
| ۱۹۴۱۲۱ | 2001 SO261  | ۲۰ سپتامبر ۲۰۰۱ |
| ۱۹۴۱۲۲ | 2001 SU262  | ۲۴ سپتامبر ۲۰۰۱ |
| ۱۹۴۱۲۳ | 2001 SA263  | ۲۴ سپتامبر ۲۰۰۱ |
| ۱۹۴۱۲۴ | 2001 SD263  | ۲۵ سپتامبر ۲۰۰۱ |
| ۱۹۴۱۲۵ | 2001 SV266  | ۲۵ سپتامبر ۲۰۰۱ |
| ۱۹۴۱۲۶ | 2001 SG276  | ۲۶ سپتامبر ۲۰۰۱ |
| ۱۹۴۱۲۷ | 2001 SF281  | ۲۱ سپتامبر ۲۰۰۱ |
| ۱۹۴۱۲۸ | 2001 SP281  | ۲۱ سپتامبر ۲۰۰۱ |
| ۱۹۴۱۲۹ | 2001 SO285  | ۲۲ سپتامبر ۲۰۰۱ |
| ۱۹۴۱۳۰ | 2001 SJ293  | ۱۹ سپتامبر ۲۰۰۱ |
| ۱۹۴۱۳۱ | 2001 SE299  | ۲۰ سپتامبر ۲۰۰۱ |
| ۱۹۴۱۳۲ | 2001 SX300  | ۲۰ سپتامبر ۲۰۰۱ |
| ۱۹۴۱۳۳ | 2001 SG301  | ۲۰ سپتامبر ۲۰۰۱ |
| ۱۹۴۱۳۴ | 2001 SY312  | ۲۱ سپتامبر ۲۰۰۱ |
| ۱۹۴۱۳۵ | 2001 SJ314  | ۲۲ سپتامبر ۲۰۰۱ |
| ۱۹۴۱۳۶ | 2001 SD315  | ۲۵ سپتامبر ۲۰۰۱ |
| ۱۹۴۱۳۷ | 2001 SF315  | ۲۵ سپتامبر ۲۰۰۱ |
| ۱۹۴۱۳۸ | 2001 SX318  | ۲۱ سپتامبر ۲۰۰۱ |
| ۱۹۴۱۳۹ | 2001 SQ321  | ۲۵ سپتامبر ۲۰۰۱ |
| ۱۹۴۱۴۰ | 2001 ST323  | ۲۵ سپتامبر ۲۰۰۱ |
| ۱۹۴۱۴۱ | 2001 SB324  | ۲۶ سپتامبر ۲۰۰۱ |
| ۱۹۴۱۴۲ | 2001 SW324  | ۱۶ سپتامبر ۲۰۰۱ |
| ۱۹۴۱۴۳ | 2001 SP326  | ۱۸ سپتامبر ۲۰۰۱ |
| ۱۹۴۱۴۴ | 2001 SE328  | ۱۹ سپتامبر ۲۰۰۱ |
| ۱۹۴۱۴۵ | 2001 SC337  | ۲۰ سپتامبر ۲۰۰۱ |
| ۱۹۴۱۴۶ | 2001 SE337  | ۲۰ سپتامبر ۲۰۰۱ |
| ۱۹۴۱۴۷ | 2001 SW349  | ۱۹ سپتامبر ۲۰۰۱ |
| ۱۹۴۱۴۸ | 2001 SP350  | ۲۶ سپتامبر ۲۰۰۱ |
| ۱۹۴۱۴۸ | 2001 TJ     | ۶ اکتبر ۲۰۰۱    |
| ۱۹۴۱۵۰ | 2001 TF4    | ۷ اکتبر ۲۰۰۱    |
| ۱۹۴۱۵۱ | 2001 TT6    | ۱۰ اکتبر ۲۰۰۱   |
| ۱۹۴۱۵۲ | 2001 TW7    | ۱۱ اکتبر ۲۰۰۱   |
| ۱۹۴۱۵۳ | 2001 TW9    | ۱۳ اکتبر ۲۰۰۱   |
| ۱۹۴۱۵۴ | 2001 TA10   | ۱۳ اکتبر ۲۰۰۱   |
| ۱۹۴۱۵۵ | 2001 TE11   | ۱۳ اکتبر ۲۰۰۱   |
| ۱۹۴۱۵۶ | 2001 TL11   | ۱۳ اکتبر ۲۰۰۱   |
| ۱۹۴۱۵۷ | 2001 TK12   | ۱۳ اکتبر ۲۰۰۱   |
| ۱۹۴۱۵۸ | 2001 TH16   | ۱۱ اکتبر ۲۰۰۱   |
| ۱۹۴۱۵۹ | 2001 TN18   | ۱۴ اکتبر ۲۰۰۱   |
| ۱۹۴۱۶۰ | 2001 TO18   | ۱۴ اکتبر ۲۰۰۱   |
| ۱۹۴۱۶۱ | 2001 TQ19   | ۹ اکتبر ۲۰۰۱    |
| ۱۹۴۱۶۲ | 2001 TK22   | ۱۳ اکتبر ۲۰۰۱   |
| ۱۹۴۱۶۳ | 2001 TV22   | ۱۳ اکتبر ۲۰۰۱   |
| ۱۹۴۱۶۴ | 2001 TE23   | ۱۳ اکتبر ۲۰۰۱   |
| ۱۹۴۱۶۵ | 2001 TQ26   | ۱۴ اکتبر ۲۰۰۱   |
| ۱۹۴۱۶۶ | 2001 TC28   | ۱۴ اکتبر ۲۰۰۱   |
| ۱۹۴۱۶۷ | 2001 TC31   | ۱۴ اکتبر ۲۰۰۱   |
| ۱۹۴۱۶۸ | 2001 TA32   | ۱۴ اکتبر ۲۰۰۱   |
| ۱۹۴۱۶۹ | 2001 TC32   | ۱۴ اکتبر ۲۰۰۱   |
| ۱۹۴۱۷۰ | 2001 TG36   | ۱۴ اکتبر ۲۰۰۱   |
| ۱۹۴۱۷۱ | 2001 TW37   | ۱۴ اکتبر ۲۰۰۱   |
| ۱۹۴۱۷۲ | 2001 TU38   | ۱۴ اکتبر ۲۰۰۱   |
| ۱۹۴۱۷۳ | 2001 TM44   | ۱۴ اکتبر ۲۰۰۱   |
| ۱۹۴۱۷۴ | 2001 TY49   | ۱۳ اکتبر ۲۰۰۱   |
| ۱۹۴۱۷۵ | 2001 TB51   | ۱۳ اکتبر ۲۰۰۱   |
| ۱۹۴۱۷۶ | 2001 TR51   | ۱۳ اکتبر ۲۰۰۱   |
| ۱۹۴۱۷۷ | 2001 TD53   | ۱۳ اکتبر ۲۰۰۱   |
| ۱۹۴۱۷۸ | 2001 TF54   | ۱۴ اکتبر ۲۰۰۱   |
| ۱۹۴۱۷۹ | 2001 TY57   | ۱۳ اکتبر ۲۰۰۱   |
| ۱۹۴۱۸۰ | 2001 TF59   | ۱۳ اکتبر ۲۰۰۱   |
| ۱۹۴۱۸۱ | 2001 TN59   | ۱۳ اکتبر ۲۰۰۱   |
| ۱۹۴۱۸۲ | 2001 TC60   | ۱۳ اکتبر ۲۰۰۱   |
| ۱۹۴۱۸۳ | 2001 TJ62   | ۱۳ اکتبر ۲۰۰۱   |
| ۱۹۴۱۸۴ | 2001 TM63   | ۱۳ اکتبر ۲۰۰۱   |
| ۱۹۴۱۸۵ | 2001 TV65   | ۱۳ اکتبر ۲۰۰۱   |
| ۱۹۴۱۸۶ | 2001 TE66   | ۱۳ اکتبر ۲۰۰۱   |
| ۱۹۴۱۸۷ | 2001 TH69   | ۱۳ اکتبر ۲۰۰۱   |
| ۱۹۴۱۸۸ | 2001 TV69   | ۱۳ اکتبر ۲۰۰۱   |
| ۱۹۴۱۸۹ | 2001 TQ70   | ۱۳ اکتبر ۲۰۰۱   |
| ۱۹۴۱۹۰ | 2001 TU73   | ۱۳ اکتبر ۲۰۰۱   |
| ۱۹۴۱۹۱ | 2001 TG75   | ۱۳ اکتبر ۲۰۰۱   |
| ۱۹۴۱۹۲ | 2001 TE78   | ۱۳ اکتبر ۲۰۰۱   |
| ۱۹۴۱۹۳ | 2001 TA81   | ۱۴ اکتبر ۲۰۰۱   |
| ۱۹۴۱۹۴ | 2001 TL81   | ۱۴ اکتبر ۲۰۰۱   |
| ۱۹۴۱۹۵ | 2001 TK82   | ۱۴ اکتبر ۲۰۰۱   |
| ۱۹۴۱۹۶ | 2001 TV82   | ۱۴ اکتبر ۲۰۰۱   |
| ۱۹۴۱۹۷ | 2001 TN85   | ۱۴ اکتبر ۲۰۰۱   |
| ۱۹۴۱۹۸ | 2001 TX85   | ۱۴ اکتبر ۲۰۰۱   |
| ۱۹۴۱۹۹ | 2001 TE88   | ۱۴ اکتبر ۲۰۰۱   |
| ۱۹۴۲۰۰ | 2001 TS90   | ۱۴ اکتبر ۲۰۰۱   |
| ۱۹۴۲۰۱ | 2001 TQ91   | ۱۴ اکتبر ۲۰۰۱   |
| ۱۹۴۲۰۲ | 2001 TE93   | ۱۴ اکتبر ۲۰۰۱   |
| ۱۹۴۲۰۳ | 2001 TE97   | ۱۴ اکتبر ۲۰۰۱   |
| ۱۹۴۲۰۴ | 2001 TE98   | ۱۴ اکتبر ۲۰۰۱   |
| ۱۹۴۲۰۵ | 2001 TV98   | ۱۴ اکتبر ۲۰۰۱   |
| ۱۹۴۲۰۶ | 2001 TD99   | ۱۴ اکتبر ۲۰۰۱   |
| ۱۹۴۲۰۷ | 2001 TG99   | ۱۴ اکتبر ۲۰۰۱   |
| ۱۹۴۲۰۸ | 2001 TT101  | ۱۵ اکتبر ۲۰۰۱   |
| ۱۹۴۲۰۹ | 2001 TJ104  | ۱۵ اکتبر ۲۰۰۱   |
| ۱۹۴۲۱۰ | 2001 TW110  | ۱۴ اکتبر ۲۰۰۱   |
| ۱۹۴۲۱۱ | 2001 TE111  | ۱۴ اکتبر ۲۰۰۱   |
| ۱۹۴۲۱۲ | 2001 TH114  | ۱۴ اکتبر ۲۰۰۱   |
| ۱۹۴۲۱۳ | 2001 TA123  | ۱۲ اکتبر ۲۰۰۱   |
| ۱۹۴۲۱۴ | 2001 TD124  | ۱۲ اکتبر ۲۰۰۱   |
| ۱۹۴۲۱۵ | 2001 TE124  | ۱۲ اکتبر ۲۰۰۱   |
| ۱۹۴۲۱۶ | 2001 TM133  | ۱۲ اکتبر ۲۰۰۱   |
| ۱۹۴۲۱۷ | 2001 TW133  | ۱۲ اکتبر ۲۰۰۱   |
| ۱۹۴۲۱۸ | 2001 TU135  | ۱۳ اکتبر ۲۰۰۱   |
| ۱۹۴۲۱۹ | 2001 TD137  | ۱۴ اکتبر ۲۰۰۱   |
| ۱۹۴۲۲۰ | 2001 TK139  | ۱۰ اکتبر ۲۰۰۱   |
| ۱۹۴۲۲۱ | 2001 TN141  | ۱۰ اکتبر ۲۰۰۱   |
| ۱۹۴۲۲۲ | 2001 TX143  | ۱۰ اکتبر ۲۰۰۱   |
| ۱۹۴۲۲۳ | 2001 TE145  | ۱۰ اکتبر ۲۰۰۱   |
| ۱۹۴۲۲۴ | 2001 TR145  | ۱۰ اکتبر ۲۰۰۱   |
| ۱۹۴۲۲۵ | 2001 TX145  | ۱۰ اکتبر ۲۰۰۱   |
| ۱۹۴۲۲۶ | 2001 TQ147  | ۱۰ اکتبر ۲۰۰۱   |
| ۱۹۴۲۲۷ | 2001 TW147  | ۱۰ اکتبر ۲۰۰۱   |
| ۱۹۴۲۲۸ | 2001 TL150  | ۱۰ اکتبر ۲۰۰۱   |
| ۱۹۴۲۲۹ | 2001 TR150  | ۱۰ اکتبر ۲۰۰۱   |
| ۱۹۴۲۳۰ | 2001 TF152  | ۱۰ اکتبر ۲۰۰۱   |
| ۱۹۴۲۳۱ | 2001 TW154  | ۱۵ اکتبر ۲۰۰۱   |
| ۱۹۴۲۳۲ | 2001 TR157  | ۱۴ اکتبر ۲۰۰۱   |
| ۱۹۴۲۳۳ | 2001 TY157  | ۱۰ اکتبر ۲۰۰۱   |
| ۱۹۴۲۳۴ | 2001 TU160  | ۱۵ اکتبر ۲۰۰۱   |
| ۱۹۴۲۳۵ | 2001 TT163  | ۱۱ اکتبر ۲۰۰۱   |
| ۱۹۴۲۳۶ | 2001 TA164  | ۱۱ اکتبر ۲۰۰۱   |
| ۱۹۴۲۳۷ | 2001 TV165  | ۱۴ اکتبر ۲۰۰۱   |
| ۱۹۴۲۳۸ | 2001 TB166  | ۱۴ اکتبر ۲۰۰۱   |
| ۱۹۴۲۳۹ | 2001 TV175  | ۱۴ اکتبر ۲۰۰۱   |
| ۱۹۴۲۴۰ | 2001 TT178  | ۱۴ اکتبر ۲۰۰۱   |
| ۱۹۴۲۴۱ | 2001 TO179  | ۱۴ اکتبر ۲۰۰۱   |
| ۱۹۴۲۴۲ | 2001 TG189  | ۱۴ اکتبر ۲۰۰۱   |
| ۱۹۴۲۴۳ | 2001 TQ190  | ۱۴ اکتبر ۲۰۰۱   |
| ۱۹۴۲۴۴ | 2001 TX190  | ۱۴ اکتبر ۲۰۰۱   |
| ۱۹۴۲۴۵ | 2001 TZ190  | ۱۴ اکتبر ۲۰۰۱   |
| ۱۹۴۲۴۶ | 2001 TG192  | ۱۴ اکتبر ۲۰۰۱   |
| ۱۹۴۲۴۷ | 2001 TM195  | ۱۵ اکتبر ۲۰۰۱   |
| ۱۹۴۲۴۸ | 2001 TA199  | ۱۱ اکتبر ۲۰۰۱   |
| ۱۹۴۲۴۹ | 2001 TL199  | ۱۱ اکتبر ۲۰۰۱   |
| ۱۹۴۲۵۰ | 2001 TB204  | ۱۱ اکتبر ۲۰۰۱   |
| ۱۹۴۲۵۱ | 2001 TS204  | ۱۱ اکتبر ۲۰۰۱   |
| ۱۹۴۲۵۲ | 2001 TX205  | ۱۱ اکتبر ۲۰۰۱   |
| ۱۹۴۲۵۳ | 2001 TW212  | ۱۳ اکتبر ۲۰۰۱   |
| ۱۹۴۲۵۴ | 2001 TF224  | ۱۴ اکتبر ۲۰۰۱   |
| ۱۹۴۲۵۵ | 2001 TU227  | ۱۵ اکتبر ۲۰۰۱   |
| ۱۹۴۲۵۶ | 2001 TH230  | ۱۵ اکتبر ۲۰۰۱   |
| ۱۹۴۲۵۷ | 2001 TW231  | ۱۵ اکتبر ۲۰۰۱   |
| ۱۹۴۲۵۸ | 2001 TG235  | ۱۵ اکتبر ۲۰۰۱   |
| ۱۹۴۲۵۹ | 2001 TQ237  | ۱۰ اکتبر ۲۰۰۱   |
| ۱۹۴۲۶۰ | 2001 TC240  | ۱۰ اکتبر ۲۰۰۱   |
| ۱۹۴۲۶۱ | 2001 TP250  | ۱۴ اکتبر ۲۰۰۱   |
| ۱۹۴۲۶۱ | 2001        | TE۲۵۷           |
| ۱۹۴۲۶۱ | 2001 UL     | ۱۶ اکتبر ۲۰۰۱   |
| ۱۹۴۲۶۱ | 2001 UY     | ۱۷ اکتبر ۲۰۰۱   |
| ۱۹۴۲۶۵ | 2001 UB1    | ۱۷ اکتبر ۲۰۰۱   |
| ۱۹۴۲۶۶ | 2001 UV1    | ۱۷ اکتبر ۲۰۰۱   |
| ۱۹۴۲۶۷ | 2001 UU3    | ۱۶ اکتبر ۲۰۰۱   |
| ۱۹۴۲۶۸ | 2001 UY4    | ۱۶ اکتبر ۲۰۰۱   |
| ۱۹۴۲۶۹ | 2001 UU7    | ۱۷ اکتبر ۲۰۰۱   |
| ۱۹۴۲۷۰ | 2001 UT10   | ۲۱ اکتبر ۲۰۰۱   |
| ۱۹۴۲۷۱ | 2001 UN12   | ۲۴ اکتبر ۲۰۰۱   |
| ۱۹۴۲۷۲ | 2001 UU12   | ۲۴ اکتبر ۲۰۰۱   |
| ۱۹۴۲۷۳ | 2001 UH13   | ۲۴ اکتبر ۲۰۰۱   |
| ۱۹۴۲۷۴ | 2001 UL16   | ۲۵ اکتبر ۲۰۰۱   |
| ۱۹۴۲۷۵ | 2001 UJ21   | ۱۷ اکتبر ۲۰۰۱   |
| ۱۹۴۲۷۶ | 2001 UJ24   | ۱۸ اکتبر ۲۰۰۱   |
| ۱۹۴۲۷۷ | 2001 UC28   | ۱۶ اکتبر ۲۰۰۱   |
| ۱۹۴۲۷۸ | 2001 UN29   | ۱۶ اکتبر ۲۰۰۱   |
| ۱۹۴۲۷۹ | 2001 UX30   | ۱۶ اکتبر ۲۰۰۱   |
| ۱۹۴۲۸۰ | 2001 UC33   | ۱۶ اکتبر ۲۰۰۱   |
| ۱۹۴۲۸۱ | 2001 UP35   | ۱۶ اکتبر ۲۰۰۱   |
| ۱۹۴۲۸۲ | 2001 UE42   | ۱۷ اکتبر ۲۰۰۱   |
| ۱۹۴۲۸۳ | 2001 UZ42   | ۱۷ اکتبر ۲۰۰۱   |
| ۱۹۴۲۸۴ | 2001 UB47   | ۱۷ اکتبر ۲۰۰۱   |
| ۱۹۴۲۸۵ | 2001 UL47   | ۱۷ اکتبر ۲۰۰۱   |
| ۱۹۴۲۸۶ | 2001 UF49   | ۱۷ اکتبر ۲۰۰۱   |
| ۱۹۴۲۸۷ | 2001 UL49   | ۱۷ اکتبر ۲۰۰۱   |
| ۱۹۴۲۸۸ | 2001 UU49   | ۱۷ اکتبر ۲۰۰۱   |
| ۱۹۴۲۸۹ | 2001 UN52   | ۱۷ اکتبر ۲۰۰۱   |
| ۱۹۴۲۹۰ | 2001 UP52   | ۱۷ اکتبر ۲۰۰۱   |
| ۱۹۴۲۹۱ | 2001 UC54   | ۱۷ اکتبر ۲۰۰۱   |
| ۱۹۴۲۹۲ | 2001 UC55   | ۱۶ اکتبر ۲۰۰۱   |
| ۱۹۴۲۹۳ | 2001 UE60   | ۱۷ اکتبر ۲۰۰۱   |
| ۱۹۴۲۹۴ | 2001 UH60   | ۱۷ اکتبر ۲۰۰۱   |
| ۱۹۴۲۹۵ | 2001 UK60   | ۱۷ اکتبر ۲۰۰۱   |
| ۱۹۴۲۹۶ | 2001 US61   | ۱۷ اکتبر ۲۰۰۱   |
| ۱۹۴۲۹۷ | 2001 UG62   | ۱۷ اکتبر ۲۰۰۱   |
| ۱۹۴۲۹۸ | 2001 UA63   | ۱۷ اکتبر ۲۰۰۱   |
| ۱۹۴۲۹۹ | 2001 UJ64   | ۱۸ اکتبر ۲۰۰۱   |
| ۱۹۴۳۰۰ | 2001 UO64   | ۱۸ اکتبر ۲۰۰۱   |
| ۱۹۴۳۰۱ | 2001 UP65   | ۱۸ اکتبر ۲۰۰۱   |
| ۱۹۴۳۰۲ | 2001 UU65   | ۱۸ اکتبر ۲۰۰۱   |
| ۱۹۴۳۰۳ | 2001 UB67   | ۲۰ اکتبر ۲۰۰۱   |
| ۱۹۴۳۰۴ | 2001 UV71   | ۲۰ اکتبر ۲۰۰۱   |
| ۱۹۴۳۰۵ | 2001 UR75   | ۱۷ اکتبر ۲۰۰۱   |
| ۱۹۴۳۰۶ | 2001 UW75   | ۱۷ اکتبر ۲۰۰۱   |
| ۱۹۴۳۰۷ | 2001 UW78   | ۲۰ اکتبر ۲۰۰۱   |
| ۱۹۴۳۰۸ | 2001 UF82   | ۲۰ اکتبر ۲۰۰۱   |
| ۱۹۴۳۰۹ | 2001 UR85   | ۱۶ اکتبر ۲۰۰۱   |
| ۱۹۴۳۱۰ | 2001 UE87   | ۱۸ اکتبر ۲۰۰۱   |
| ۱۹۴۳۱۱ | 2001 UR89   | ۲۵ اکتبر ۲۰۰۱   |
| ۱۹۴۳۱۲ | 2001 UJ92   | ۱۸ اکتبر ۲۰۰۱   |
| ۱۹۴۳۱۳ | 2001 UW92   | ۱۹ اکتبر ۲۰۰۱   |
| ۱۹۴۳۱۴ | 2001 UH95   | ۱۹ اکتبر ۲۰۰۱   |
| ۱۹۴۳۱۵ | 2001 UQ98   | ۱۷ اکتبر ۲۰۰۱   |
| ۱۹۴۳۱۶ | 2001 UV110  | ۲۱ اکتبر ۲۰۰۱   |
| ۱۹۴۳۱۷ | 2001 UR111  | ۲۱ اکتبر ۲۰۰۱   |
| ۱۹۴۳۱۸ | 2001 UE115  | ۲۲ اکتبر ۲۰۰۱   |
| ۱۹۴۳۱۹ | 2001 UF115  | ۲۲ اکتبر ۲۰۰۱   |
| ۱۹۴۳۲۰ | 2001 UM115  | ۲۲ اکتبر ۲۰۰۱   |
| ۱۹۴۳۲۱ | 2001 UH117  | ۲۲ اکتبر ۲۰۰۱   |
| ۱۹۴۳۲۲ | 2001 UR117  | ۲۲ اکتبر ۲۰۰۱   |
| ۱۹۴۳۲۳ | 2001 UV117  | ۲۲ اکتبر ۲۰۰۱   |
| ۱۹۴۳۲۴ | 2001 UL118  | ۲۲ اکتبر ۲۰۰۱   |
| ۱۹۴۳۲۵ | 2001 UP120  | ۲۲ اکتبر ۲۰۰۱   |
| ۱۹۴۳۲۶ | 2001 UA122  | ۲۲ اکتبر ۲۰۰۱   |
| ۱۹۴۳۲۷ | 2001 UJ122  | ۲۲ اکتبر ۲۰۰۱   |
| ۱۹۴۳۲۸ | 2001 UG130  | ۲۰ اکتبر ۲۰۰۱   |
| ۱۹۴۳۲۹ | 2001 UQ131  | ۲۰ اکتبر ۲۰۰۱   |
| ۱۹۴۳۳۰ | 2001 UN133  | ۲۱ اکتبر ۲۰۰۱   |
| ۱۹۴۳۳۱ | 2001 UZ133  | ۲۱ اکتبر ۲۰۰۱   |
| ۱۹۴۳۳۲ | 2001 UO134  | ۲۱ اکتبر ۲۰۰۱   |
| ۱۹۴۳۳۳ | 2001 UT134  | ۲۱ اکتبر ۲۰۰۱   |
| ۱۹۴۳۳۴ | 2001 UP136  | ۲۲ اکتبر ۲۰۰۱   |
| ۱۹۴۳۳۵ | 2001 UX137  | ۲۳ اکتبر ۲۰۰۱   |
| ۱۹۴۳۳۶ | 2001 UV139  | ۲۳ اکتبر ۲۰۰۱   |
| ۱۹۴۳۳۷ | 2001 UQ140  | ۲۳ اکتبر ۲۰۰۱   |
| ۱۹۴۳۳۸ | 2001 UZ145  | ۲۳ اکتبر ۲۰۰۱   |
| ۱۹۴۳۳۹ | 2001 UR146  | ۲۳ اکتبر ۲۰۰۱   |
| ۱۹۴۳۴۰ | 2001 UK149  | ۲۳ اکتبر ۲۰۰۱   |
| ۱۹۴۳۴۱ | 2001 UH151  | ۲۳ اکتبر ۲۰۰۱   |
| ۱۹۴۳۴۲ | 2001 UU151  | ۲۳ اکتبر ۲۰۰۱   |
| ۱۹۴۳۴۳ | 2001 UE152  | ۲۳ اکتبر ۲۰۰۱   |
| ۱۹۴۳۴۴ | 2001 UP152  | ۲۳ اکتبر ۲۰۰۱   |
| ۱۹۴۳۴۵ | 2001 UR154  | ۲۳ اکتبر ۲۰۰۱   |
| ۱۹۴۳۴۶ | 2001 US155  | ۲۳ اکتبر ۲۰۰۱   |
| ۱۹۴۳۴۷ | 2001 UA156  | ۲۳ اکتبر ۲۰۰۱   |
| ۱۹۴۳۴۸ | 2001 US156  | ۲۳ اکتبر ۲۰۰۱   |
| ۱۹۴۳۴۹ | 2001 UG157  | ۲۳ اکتبر ۲۰۰۱   |
| ۱۹۴۳۵۰ | 2001 UW157  | ۲۳ اکتبر ۲۰۰۱   |
| ۱۹۴۳۵۱ | 2001 UY157  | ۲۳ اکتبر ۲۰۰۱   |
| ۱۹۴۳۵۲ | 2001 UT159  | ۲۳ اکتبر ۲۰۰۱   |
| ۱۹۴۳۵۳ | 2001 UJ161  | ۲۳ اکتبر ۲۰۰۱   |
| ۱۹۴۳۵۴ | 2001 UQ164  | ۱۹ اکتبر ۲۰۰۱   |
| ۱۹۴۳۵۵ | 2001 US165  | ۲۳ اکتبر ۲۰۰۱   |
| ۱۹۴۳۵۶ | 2001 UW169  | ۲۱ اکتبر ۲۰۰۱   |
| ۱۹۴۳۵۷ | 2001 UL170  | ۲۱ اکتبر ۲۰۰۱   |
| ۱۹۴۳۵۸ | 2001 UM170  | ۲۱ اکتبر ۲۰۰۱   |
| ۱۹۴۳۵۹ | 2001 UQ170  | ۲۱ اکتبر ۲۰۰۱   |
| ۱۹۴۳۶۰ | 2001 UB172  | ۱۸ اکتبر ۲۰۰۱   |
| ۱۹۴۳۶۱ | 2001 UC175  | ۲۴ اکتبر ۲۰۰۱   |
| ۱۹۴۳۶۲ | 2001 UX175  | ۱۹ اکتبر ۲۰۰۱   |
| ۱۹۴۳۶۳ | 2001 UC177  | ۲۱ اکتبر ۲۰۰۱   |
| ۱۹۴۳۶۴ | 2001 UX177  | ۲۳ اکتبر ۲۰۰۱   |
| ۱۹۴۳۶۵ | 2001 UG178  | ۲۳ اکتبر ۲۰۰۱   |
| ۱۹۴۳۶۶ | 2001 UW183  | ۱۶ اکتبر ۲۰۰۱   |
| ۱۹۴۳۶۷ | 2001 UR187  | ۱۷ اکتبر ۲۰۰۱   |
| ۱۹۴۳۶۸ | 2001 UQ189  | ۱۸ اکتبر ۲۰۰۱   |
| ۱۹۴۳۶۹ | 2001 UG195  | ۱۸ اکتبر ۲۰۰۱   |
| ۱۹۴۳۷۰ | 2001 UF196  | ۱۸ اکتبر ۲۰۰۱   |
| ۱۹۴۳۷۱ | 2001 UJ196  | ۱۸ اکتبر ۲۰۰۱   |
| ۱۹۴۳۷۲ | 2001 UW201  | ۱۹ اکتبر ۲۰۰۱   |
| ۱۹۴۳۷۳ | 2001 UE205  | ۱۹ اکتبر ۲۰۰۱   |
| ۱۹۴۳۷۴ | 2001 UM210  | ۲۱ اکتبر ۲۰۰۱   |
| ۱۹۴۳۷۵ | 2001 UY211  | ۲۱ اکتبر ۲۰۰۱   |
| ۱۹۴۳۷۶ | 2001 US212  | ۲۱ اکتبر ۲۰۰۱   |
| ۱۹۴۳۷۷ | 2001 UJ213  | ۲۳ اکتبر ۲۰۰۱   |
| ۱۹۴۳۷۸ | 2001 UE215  | ۲۳ اکتبر ۲۰۰۱   |
| ۱۹۴۳۷۹ | 2001 UH217  | ۲۴ اکتبر ۲۰۰۱   |
| ۱۹۴۳۸۰ | 2001 UO221  | ۲۳ اکتبر ۲۰۰۱   |
| ۱۹۴۳۸۱ | 2001 VY1    | ۸ نوامبر ۲۰۰۱   |
| ۱۹۴۳۸۲ | 2001 VL2    | ۱۰ نوامبر ۲۰۰۱  |
| ۱۹۴۳۸۳ | 2001 VE3    | ۹ نوامبر ۲۰۰۱   |
| ۱۹۴۳۸۴ | 2001 VK3    | ۹ نوامبر ۲۰۰۱   |
| ۱۹۴۳۸۵ | 2001 VD4    | ۱۱ نوامبر ۲۰۰۱  |
| ۱۹۴۳۸۶ | 2001 VG5    | ۱۰ نوامبر ۲۰۰۱  |
| ۱۹۴۳۸۷ | 2001 VY6    | ۹ نوامبر ۲۰۰۱   |
| ۱۹۴۳۸۸ | 2001 VG7    | ۹ نوامبر ۲۰۰۱   |
| ۱۹۴۳۸۹ | 2001 VR9    | ۹ نوامبر ۲۰۰۱   |
| ۱۹۴۳۹۰ | 2001 VG10   | ۱۰ نوامبر ۲۰۰۱  |
| ۱۹۴۳۹۱ | 2001 VB14   | ۱۰ نوامبر ۲۰۰۱  |
| ۱۹۴۳۹۲ | 2001 VJ15   | ۱۰ نوامبر ۲۰۰۱  |
| ۱۹۴۳۹۳ | 2001 VD18   | ۹ نوامبر ۲۰۰۱   |
| ۱۹۴۳۹۴ | 2001 VO19   | ۹ نوامبر ۲۰۰۱   |
| ۱۹۴۳۹۵ | 2001 VW21   | ۹ نوامبر ۲۰۰۱   |
| ۱۹۴۳۹۶ | 2001 VM22   | ۹ نوامبر ۲۰۰۱   |
| ۱۹۴۳۹۷ | 2001 VO23   | ۹ نوامبر ۲۰۰۱   |
| ۱۹۴۳۹۸ | 2001 VV23   | ۹ نوامبر ۲۰۰۱   |
| ۱۹۴۳۹۹ | 2001 VF24   | ۹ نوامبر ۲۰۰۱   |
| ۱۹۴۴۰۰ | 2001 VO24   | ۹ نوامبر ۲۰۰۱   |
| ۱۹۴۴۰۱ | 2001 VS24   | ۹ نوامبر ۲۰۰۱   |
| ۱۹۴۴۰۲ | 2001 VK26   | ۹ نوامبر ۲۰۰۱   |
| ۱۹۴۴۰۳ | 2001 VM27   | ۹ نوامبر ۲۰۰۱   |
| ۱۹۴۴۰۴ | 2001 VP30   | ۹ نوامبر ۲۰۰۱   |
| ۱۹۴۴۰۵ | 2001 VA33   | ۹ نوامبر ۲۰۰۱   |
| ۱۹۴۴۰۶ | 2001 VB33   | ۹ نوامبر ۲۰۰۱   |
| ۱۹۴۴۰۷ | 2001 VG33   | ۹ نوامبر ۲۰۰۱   |
| ۱۹۴۴۰۸ | 2001 VR35   | ۹ نوامبر ۲۰۰۱   |
| ۱۹۴۴۰۹ | 2001 VV35   | ۹ نوامبر ۲۰۰۱   |
| ۱۹۴۴۱۰ | 2001 VA38   | ۹ نوامبر ۲۰۰۱   |
| ۱۹۴۴۱۱ | 2001 VG40   | ۹ نوامبر ۲۰۰۱   |
| ۱۹۴۴۱۲ | 2001 VJ46   | ۹ نوامبر ۲۰۰۱   |
| ۱۹۴۴۱۳ | 2001 VS46   | ۹ نوامبر ۲۰۰۱   |
| ۱۹۴۴۱۴ | 2001 VZ50   | ۱۰ نوامبر ۲۰۰۱  |
| ۱۹۴۴۱۵ | 2001 VN53   | ۱۰ نوامبر ۲۰۰۱  |
| ۱۹۴۴۱۶ | 2001 VO56   | ۱۰ نوامبر ۲۰۰۱  |
| ۱۹۴۴۱۷ | 2001 VW56   | ۱۰ نوامبر ۲۰۰۱  |
| ۱۹۴۴۱۸ | 2001 VG57   | ۱۰ نوامبر ۲۰۰۱  |
| ۱۹۴۴۱۹ | 2001 VH59   | ۱۰ نوامبر ۲۰۰۱  |
| ۱۹۴۴۲۰ | 2001 VY59   | ۱۰ نوامبر ۲۰۰۱  |
| ۱۹۴۴۲۱ | 2001 VM61   | ۱۰ نوامبر ۲۰۰۱  |
| ۱۹۴۴۲۲ | 2001 VR61   | ۱۰ نوامبر ۲۰۰۱  |
| ۱۹۴۴۲۳ | 2001 VC62   | ۱۰ نوامبر ۲۰۰۱  |
| ۱۹۴۴۲۴ | 2001 VV62   | ۱۰ نوامبر ۲۰۰۱  |
| ۱۹۴۴۲۵ | 2001 VK65   | ۱۰ نوامبر ۲۰۰۱  |
| ۱۹۴۴۲۶ | 2001 VF66   | ۱۰ نوامبر ۲۰۰۱  |
| ۱۹۴۴۲۷ | 2001 VZ68   | ۱۱ نوامبر ۲۰۰۱  |
| ۱۹۴۴۲۸ | 2001 VY70   | ۱۱ نوامبر ۲۰۰۱  |
| ۱۹۴۴۲۹ | 2001 VR71   | ۱۰ نوامبر ۲۰۰۱  |
| ۱۹۴۴۳۰ | 2001 VO77   | ۱۲ نوامبر ۲۰۰۱  |
| ۱۹۴۴۳۱ | 2001 VP80   | ۱۰ نوامبر ۲۰۰۱  |
| ۱۹۴۴۳۲ | 2001 VJ82   | ۱۰ نوامبر ۲۰۰۱  |
| ۱۹۴۴۳۳ | 2001 VY82   | ۱۰ نوامبر ۲۰۰۱  |
| ۱۹۴۴۳۴ | 2001 VH83   | ۱۰ نوامبر ۲۰۰۱  |
| ۱۹۴۴۳۵ | 2001 VF86   | ۱۲ نوامبر ۲۰۰۱  |
| ۱۹۴۴۳۶ | 2001 VQ87   | ۱۵ نوامبر ۲۰۰۱  |
| ۱۹۴۴۳۷ | 2001 VP88   | ۱۵ نوامبر ۲۰۰۱  |
| ۱۹۴۴۳۸ | 2001 VF100  | ۱۲ نوامبر ۲۰۰۱  |
| ۱۹۴۴۳۹ | 2001 VD106  | ۱۲ نوامبر ۲۰۰۱  |
| ۱۹۴۴۴۰ | 2001 VU107  | ۱۲ نوامبر ۲۰۰۱  |
| ۱۹۴۴۴۱ | 2001 VV108  | ۱۲ نوامبر ۲۰۰۱  |
| ۱۹۴۴۴۲ | 2001 VB110  | ۱۲ نوامبر ۲۰۰۱  |
| ۱۹۴۴۴۳ | 2001 VN110  | ۱۲ نوامبر ۲۰۰۱  |
| ۱۹۴۴۴۴ | 2001 VV111  | ۱۲ نوامبر ۲۰۰۱  |
| ۱۹۴۴۴۵ | 2001 VX111  | ۱۲ نوامبر ۲۰۰۱  |
| ۱۹۴۴۴۶ | 2001 VX112  | ۱۲ نوامبر ۲۰۰۱  |
| ۱۹۴۴۴۷ | 2001 VP113  | ۱۲ نوامبر ۲۰۰۱  |
| ۱۹۴۴۴۸ | 2001 VA114  | ۱۲ نوامبر ۲۰۰۱  |
| ۱۹۴۴۴۹ | 2001 VP115  | ۱۲ نوامبر ۲۰۰۱  |
| ۱۹۴۴۵۰ | 2001 VF116  | ۱۲ نوامبر ۲۰۰۱  |
| ۱۹۴۴۵۱ | 2001 VC117  | ۱۲ نوامبر ۲۰۰۱  |
| ۱۹۴۴۵۲ | 2001 VG117  | ۱۲ نوامبر ۲۰۰۱  |
| ۱۹۴۴۵۳ | 2001 VK117  | ۱۲ نوامبر ۲۰۰۱  |
| ۱۹۴۴۵۴ | 2001 VW117  | ۱۲ نوامبر ۲۰۰۱  |
| ۱۹۴۴۵۵ | 2001 VO120  | ۱۲ نوامبر ۲۰۰۱  |
| ۱۹۴۴۵۶ | 2001 VT120  | ۱۲ نوامبر ۲۰۰۱  |
| ۱۹۴۴۵۷ | 2001 VX123  | ۹ نوامبر ۲۰۰۱   |
| ۱۹۴۴۵۸ | 2001 VX124  | ۱۱ نوامبر ۲۰۰۱  |
| ۱۹۴۴۵۹ | 2001 WE2    | ۲۰ نوامبر ۲۰۰۱  |
| ۱۹۴۴۶۰ | 2001 WO2    | ۱۷ نوامبر ۲۰۰۱  |
| ۱۹۴۴۶۱ | 2001 WF3    | ۱۶ نوامبر ۲۰۰۱  |
| ۱۹۴۴۶۲ | 2001 WZ3    | ۱۷ نوامبر ۲۰۰۱  |
| ۱۹۴۴۶۳ | 2001 WL7    | ۱۷ نوامبر ۲۰۰۱  |
| ۱۹۴۴۶۴ | 2001 WU9    | ۱۷ نوامبر ۲۰۰۱  |
| ۱۹۴۴۶۵ | 2001 WJ11   | ۱۷ نوامبر ۲۰۰۱  |
| ۱۹۴۴۶۶ | 2001 WO11   | ۱۷ نوامبر ۲۰۰۱  |
| ۱۹۴۴۶۷ | 2001 WU11   | ۱۷ نوامبر ۲۰۰۱  |
| ۱۹۴۴۶۸ | 2001 WY11   | ۱۷ نوامبر ۲۰۰۱  |
| ۱۹۴۴۶۹ | 2001 WB14   | ۱۷ نوامبر ۲۰۰۱  |
| ۱۹۴۴۷۰ | 2001 WF15   | ۱۷ نوامبر ۲۰۰۱  |
| ۱۹۴۴۷۱ | 2001 WF19   | ۱۷ نوامبر ۲۰۰۱  |
| ۱۹۴۴۷۲ | 2001 WJ19   | ۱۷ نوامبر ۲۰۰۱  |
| ۱۹۴۴۷۳ | 2001 WQ21   | ۱۸ نوامبر ۲۰۰۱  |
| ۱۹۴۴۷۴ | 2001 WT25   | ۱۷ نوامبر ۲۰۰۱  |
| ۱۹۴۴۷۵ | 2001 WF27   | ۱۷ نوامبر ۲۰۰۱  |
| ۱۹۴۴۷۶ | 2001 WT27   | ۱۷ نوامبر ۲۰۰۱  |
| ۱۹۴۴۷۷ | 2001 WP33   | ۱۷ نوامبر ۲۰۰۱  |
| ۱۹۴۴۷۸ | 2001 WW34   | ۱۷ نوامبر ۲۰۰۱  |
| ۱۹۴۴۷۹ | 2001 WE35   | ۱۷ نوامبر ۲۰۰۱  |
| ۱۹۴۴۸۰ | 2001 WY36   | ۱۷ نوامبر ۲۰۰۱  |
| ۱۹۴۴۸۱ | 2001 WA37   | ۱۷ نوامبر ۲۰۰۱  |
| ۱۹۴۴۸۲ | 2001 WG39   | ۱۷ نوامبر ۲۰۰۱  |
| ۱۹۴۴۸۳ | 2001 WR45   | ۱۹ نوامبر ۲۰۰۱  |
| ۱۹۴۴۸۴ | 2001 WT46   | ۱۹ نوامبر ۲۰۰۱  |
| ۱۹۴۴۸۵ | 2001 WW46   | ۱۹ نوامبر ۲۰۰۱  |
| ۱۹۴۴۸۶ | 2001 WN47   | ۱۷ نوامبر ۲۰۰۱  |
| ۱۹۴۴۸۷ | 2001 WM53   | ۱۹ نوامبر ۲۰۰۱  |
| ۱۹۴۴۸۸ | 2001 WC55   | ۱۹ نوامبر ۲۰۰۱  |
| ۱۹۴۴۸۹ | 2001 WS55   | ۱۹ نوامبر ۲۰۰۱  |
| ۱۹۴۴۹۰ | 2001 WJ59   | ۱۹ نوامبر ۲۰۰۱  |
| ۱۹۴۴۹۱ | 2001 WQ60   | ۱۹ نوامبر ۲۰۰۱  |
| ۱۹۴۴۹۲ | 2001 WV63   | ۱۹ نوامبر ۲۰۰۱  |
| ۱۹۴۴۹۳ | 2001 WY64   | ۲۰ نوامبر ۲۰۰۱  |
| ۱۹۴۴۹۴ | 2001 WN72   | ۲۰ نوامبر ۲۰۰۱  |
| ۱۹۴۴۹۵ | 2001 WS73   | ۲۰ نوامبر ۲۰۰۱  |
| ۱۹۴۴۹۶ | 2001 WY77   | ۲۰ نوامبر ۲۰۰۱  |
| ۱۹۴۴۹۷ | 2001 WT80   | ۲۰ نوامبر ۲۰۰۱  |
| ۱۹۴۴۹۸ | 2001 WO81   | ۲۰ نوامبر ۲۰۰۱  |
| ۱۹۴۴۹۹ | 2001 WX81   | ۲۰ نوامبر ۲۰۰۱  |
| ۱۹۴۵۰۰ | 2001 WF82   | ۲۰ نوامبر ۲۰۰۱  |
| ۱۹۴۵۰۱ | 2001 WJ85   | ۲۰ نوامبر ۲۰۰۱  |
| ۱۹۴۵۰۲ | 2001 WE87   | ۱۹ نوامبر ۲۰۰۱  |
| ۱۹۴۵۰۳ | 2001 WM87   | ۱۹ نوامبر ۲۰۰۱  |
| ۱۹۴۵۰۴ | 2001 WX87   | ۱۹ نوامبر ۲۰۰۱  |
| ۱۹۴۵۰۵ | 2001 WO88   | ۱۹ نوامبر ۲۰۰۱  |
| ۱۹۴۵۰۶ | 2001 WD90   | ۲۱ نوامبر ۲۰۰۱  |
| ۱۹۴۵۰۷ | 2001 WR92   | ۲۱ نوامبر ۲۰۰۱  |
| ۱۹۴۵۰۸ | 2001 WF99   | ۱۷ نوامبر ۲۰۰۱  |
| ۱۹۴۵۰۹ | 2001 WZ99   | ۲۱ نوامبر ۲۰۰۱  |
| ۱۹۴۵۱۰ | 2001 WV100  | ۱۶ نوامبر ۲۰۰۱  |
| ۱۹۴۵۱۱ | 2001 WY101  | ۱۸ نوامبر ۲۰۰۱  |
| ۱۹۴۵۱۱ | 2001 XR     | ۷ دسامبر ۲۰۰۱   |
| ۱۹۴۵۱۳ | 2001 XR2    | ۸ دسامبر ۲۰۰۱   |
| ۱۹۴۵۱۴ | 2001 XS6    | ۹ دسامبر ۲۰۰۱   |
| ۱۹۴۵۱۵ | 2001 XV6    | ۹ دسامبر ۲۰۰۱   |
| ۱۹۴۵۱۶ | 2001 XD8    | ۸ دسامبر ۲۰۰۱   |
| ۱۹۴۵۱۷ | 2001 XZ8    | ۹ دسامبر ۲۰۰۱   |
| ۱۹۴۵۱۸ | 2001 XC9    | ۹ دسامبر ۲۰۰۱   |
| ۱۹۴۵۱۹ | 2001 XD11   | ۷ دسامبر ۲۰۰۱   |
| ۱۹۴۵۲۰ | 2001 XL12   | ۹ دسامبر ۲۰۰۱   |
| ۱۹۴۵۲۱ | 2001 XA13   | ۹ دسامبر ۲۰۰۱   |
| ۱۹۴۵۲۲ | 2001 XF14   | ۹ دسامبر ۲۰۰۱   |
| ۱۹۴۵۲۳ | 2001 XC17   | ۹ دسامبر ۲۰۰۱   |
| ۱۹۴۵۲۴ | 2001 XO17   | ۹ دسامبر ۲۰۰۱   |
| ۱۹۴۵۲۵ | 2001 XV17   | ۹ دسامبر ۲۰۰۱   |
| ۱۹۴۵۲۶ | 2001 XJ20   | ۹ دسامبر ۲۰۰۱   |
| ۱۹۴۵۲۷ | 2001 XX20   | ۹ دسامبر ۲۰۰۱   |
| ۱۹۴۵۲۸ | 2001 XR25   | ۱۰ دسامبر ۲۰۰۱  |
| ۱۹۴۵۲۹ | 2001 XV32   | ۱۰ دسامبر ۲۰۰۱  |
| ۱۹۴۵۳۰ | 2001 XQ34   | ۹ دسامبر ۲۰۰۱   |
| ۱۹۴۵۳۱ | 2001 XD37   | ۹ دسامبر ۲۰۰۱   |
| ۱۹۴۵۳۲ | 2001 XD40   | ۹ دسامبر ۲۰۰۱   |
| ۱۹۴۵۳۳ | 2001 XP40   | ۹ دسامبر ۲۰۰۱   |
| ۱۹۴۵۳۴ | 2001 XT41   | ۹ دسامبر ۲۰۰۱   |
| ۱۹۴۵۳۵ | 2001 XN45   | ۹ دسامبر ۲۰۰۱   |
| ۱۹۴۵۳۶ | 2001 XO47   | ۹ دسامبر ۲۰۰۱   |
| ۱۹۴۵۳۷ | 2001 XB49   | ۱۰ دسامبر ۲۰۰۱  |
| ۱۹۴۵۳۸ | 2001 XC49   | ۱۰ دسامبر ۲۰۰۱  |
| ۱۹۴۵۳۹ | 2001 XP49   | ۱۰ دسامبر ۲۰۰۱  |
| ۱۹۴۵۴۰ | 2001 XP51   | ۱۰ دسامبر ۲۰۰۱  |
| ۱۹۴۵۴۱ | 2001 XU52   | ۱۱ دسامبر ۲۰۰۱  |
| ۱۹۴۵۴۲ | 2001 XZ60   | ۱۰ دسامبر ۲۰۰۱  |
| ۱۹۴۵۴۳ | 2001 XW63   | ۱۰ دسامبر ۲۰۰۱  |
| ۱۹۴۵۴۴ | 2001 XO65   | ۱۰ دسامبر ۲۰۰۱  |
| ۱۹۴۵۴۵ | 2001 XN66   | ۱۰ دسامبر ۲۰۰۱  |
| ۱۹۴۵۴۶ | 2001 XH67   | ۱۰ دسامبر ۲۰۰۱  |
| ۱۹۴۵۴۷ | 2001 XT67   | ۱۰ دسامبر ۲۰۰۱  |
| ۱۹۴۵۴۸ | 2001 XC72   | ۱۱ دسامبر ۲۰۰۱  |
| ۱۹۴۵۴۹ | 2001 XE72   | ۱۱ دسامبر ۲۰۰۱  |
| ۱۹۴۵۵۰ | 2001 XW73   | ۱۱ دسامبر ۲۰۰۱  |
| ۱۹۴۵۵۱ | 2001 XM74   | ۱۱ دسامبر ۲۰۰۱  |
| ۱۹۴۵۵۲ | 2001 XU74   | ۱۱ دسامبر ۲۰۰۱  |
| ۱۹۴۵۵۳ | 2001 XK76   | ۱۱ دسامبر ۲۰۰۱  |
| ۱۹۴۵۵۴ | 2001 XZ76   | ۱۱ دسامبر ۲۰۰۱  |
| ۱۹۴۵۵۵ | 2001 XE77   | ۱۱ دسامبر ۲۰۰۱  |
| ۱۹۴۵۵۶ | 2001 XF79   | ۱۱ دسامبر ۲۰۰۱  |
| ۱۹۴۵۵۷ | 2001 XR79   | ۱۱ دسامبر ۲۰۰۱  |
| ۱۹۴۵۵۸ | 2001 XZ80   | ۱۱ دسامبر ۲۰۰۱  |
| ۱۹۴۵۵۹ | 2001 XY82   | ۱۱ دسامبر ۲۰۰۱  |
| ۱۹۴۵۶۰ | 2001 XK84   | ۱۱ دسامبر ۲۰۰۱  |
| ۱۹۴۵۶۱ | 2001 XF88   | ۱۴ دسامبر ۲۰۰۱  |
| ۱۹۴۵۶۲ | 2001 XS89   | ۱۰ دسامبر ۲۰۰۱  |
| ۱۹۴۵۶۳ | 2001 XU89   | ۱۰ دسامبر ۲۰۰۱  |
| ۱۹۴۵۶۴ | 2001 XY89   | ۱۰ دسامبر ۲۰۰۱  |
| ۱۹۴۵۶۵ | 2001 XC91   | ۱۰ دسامبر ۲۰۰۱  |
| ۱۹۴۵۶۶ | 2001 XH91   | ۱۰ دسامبر ۲۰۰۱  |
| ۱۹۴۵۶۷ | 2001 XR91   | ۱۰ دسامبر ۲۰۰۱  |
| ۱۹۴۵۶۸ | 2001 XT91   | ۱۰ دسامبر ۲۰۰۱  |
| ۱۹۴۵۶۹ | 2001 XQ92   | ۱۰ دسامبر ۲۰۰۱  |
| ۱۹۴۵۷۰ | 2001 XS92   | ۱۰ دسامبر ۲۰۰۱  |
| ۱۹۴۵۷۱ | 2001 XL93   | ۱۰ دسامبر ۲۰۰۱  |
| ۱۹۴۵۷۲ | 2001 XR94   | ۱۰ دسامبر ۲۰۰۱  |
| ۱۹۴۵۷۳ | 2001 XY94   | ۱۰ دسامبر ۲۰۰۱  |
| ۱۹۴۵۷۴ | 2001 XB95   | ۱۰ دسامبر ۲۰۰۱  |
| ۱۹۴۵۷۵ | 2001 XR95   | ۱۰ دسامبر ۲۰۰۱  |
| ۱۹۴۵۷۶ | 2001 XP97   | ۱۰ دسامبر ۲۰۰۱  |
| ۱۹۴۵۷۷ | 2001 XP98   | ۱۰ دسامبر ۲۰۰۱  |
| ۱۹۴۵۷۸ | 2001 XQ98   | ۱۰ دسامبر ۲۰۰۱  |
| ۱۹۴۵۷۹ | 2001 XX101  | ۱۰ دسامبر ۲۰۰۱  |
| ۱۹۴۵۸۰ | 2001 XY102  | ۱۴ دسامبر ۲۰۰۱  |
| ۱۹۴۵۸۱ | 2001 XK104  | ۱۵ دسامبر ۲۰۰۱  |
| ۱۹۴۵۸۲ | 2001 XG106  | ۱۰ دسامبر ۲۰۰۱  |
| ۱۹۴۵۸۳ | 2001 XK107  | ۱۰ دسامبر ۲۰۰۱  |
| ۱۹۴۵۸۴ | 2001 XU107  | ۱۰ دسامبر ۲۰۰۱  |
| ۱۹۴۵۸۵ | 2001 XS108  | ۱۰ دسامبر ۲۰۰۱  |
| ۱۹۴۵۸۶ | 2001 XK110  | ۱۱ دسامبر ۲۰۰۱  |
| ۱۹۴۵۸۷ | 2001 XD111  | ۱۱ دسامبر ۲۰۰۱  |
| ۱۹۴۵۸۸ | 2001 XH111  | ۱۱ دسامبر ۲۰۰۱  |
| ۱۹۴۵۸۹ | 2001 XV114  | ۱۳ دسامبر ۲۰۰۱  |
| ۱۹۴۵۹۰ | 2001 XA117  | ۱۳ دسامبر ۲۰۰۱  |
| ۱۹۴۵۹۱ | 2001 XE117  | ۱۳ دسامبر ۲۰۰۱  |
| ۱۹۴۵۹۲ | 2001 XH117  | ۱۳ دسامبر ۲۰۰۱  |
| ۱۹۴۵۹۳ | 2001 XL118  | ۱۳ دسامبر ۲۰۰۱  |
| ۱۹۴۵۹۴ | 2001 XW118  | ۱۳ دسامبر ۲۰۰۱  |
| ۱۹۴۵۹۵ | 2001 XB119  | ۱۳ دسامبر ۲۰۰۱  |
| ۱۹۴۵۹۶ | 2001 XG120  | ۱۴ دسامبر ۲۰۰۱  |
| ۱۹۴۵۹۷ | 2001 XL121  | ۱۴ دسامبر ۲۰۰۱  |
| ۱۹۴۵۹۸ | 2001 XQ124  | ۱۴ دسامبر ۲۰۰۱  |
| ۱۹۴۵۹۹ | 2001 XT124  | ۱۴ دسامبر ۲۰۰۱  |
| ۱۹۴۶۰۰ | 2001 XW127  | ۱۴ دسامبر ۲۰۰۱  |
| ۱۹۴۶۰۱ | 2001 XC129  | ۱۴ دسامبر ۲۰۰۱  |
| ۱۹۴۶۰۲ | 2001 XR129  | ۱۴ دسامبر ۲۰۰۱  |
| ۱۹۴۶۰۳ | 2001 XX129  | ۱۴ دسامبر ۲۰۰۱  |
| ۱۹۴۶۰۴ | 2001 XW130  | ۱۴ دسامبر ۲۰۰۱  |
| ۱۹۴۶۰۵ | 2001 XX130  | ۱۴ دسامبر ۲۰۰۱  |
| ۱۹۴۶۰۶ | 2001 XG131  | ۱۴ دسامبر ۲۰۰۱  |
| ۱۹۴۶۰۷ | 2001 XZ131  | ۱۴ دسامبر ۲۰۰۱  |
| ۱۹۴۶۰۸ | 2001 XF133  | ۱۴ دسامبر ۲۰۰۱  |
| ۱۹۴۶۰۹ | 2001 XX133  | ۱۴ دسامبر ۲۰۰۱  |
| ۱۹۴۶۱۰ | 2001 XG135  | ۱۴ دسامبر ۲۰۰۱  |
| ۱۹۴۶۱۱ | 2001 XW135  | ۱۴ دسامبر ۲۰۰۱  |
| ۱۹۴۶۱۲ | 2001 XF136  | ۱۴ دسامبر ۲۰۰۱  |
| ۱۹۴۶۱۳ | 2001 XE139  | ۱۴ دسامبر ۲۰۰۱  |
| ۱۹۴۶۱۴ | 2001 XD140  | ۱۴ دسامبر ۲۰۰۱  |
| ۱۹۴۶۱۵ | 2001 XB143  | ۱۴ دسامبر ۲۰۰۱  |
| ۱۹۴۶۱۶ | 2001 XN147  | ۱۴ دسامبر ۲۰۰۱  |
| ۱۹۴۶۱۷ | 2001 XU147  | ۱۴ دسامبر ۲۰۰۱  |
| ۱۹۴۶۱۸ | 2001 XV147  | ۱۴ دسامبر ۲۰۰۱  |
| ۱۹۴۶۱۹ | 2001 XQ149  | ۱۴ دسامبر ۲۰۰۱  |
| ۱۹۴۶۲۰ | 2001 XW149  | ۱۴ دسامبر ۲۰۰۱  |
| ۱۹۴۶۲۱ | 2001 XP150  | ۱۴ دسامبر ۲۰۰۱  |
| ۱۹۴۶۲۲ | 2001 XE151  | ۱۴ دسامبر ۲۰۰۱  |
| ۱۹۴۶۲۳ | 2001 XG151  | ۱۴ دسامبر ۲۰۰۱  |
| ۱۹۴۶۲۴ | 2001 XV152  | ۱۴ دسامبر ۲۰۰۱  |
| ۱۹۴۶۲۵ | 2001 XM154  | ۱۴ دسامبر ۲۰۰۱  |
| ۱۹۴۶۲۶ | 2001 XR154  | ۱۴ دسامبر ۲۰۰۱  |
| ۱۹۴۶۲۷ | 2001 XV156  | ۱۴ دسامبر ۲۰۰۱  |
| ۱۹۴۶۲۸ | 2001 XJ157  | ۱۴ دسامبر ۲۰۰۱  |
| ۱۹۴۶۲۹ | 2001 XD158  | ۱۴ دسامبر ۲۰۰۱  |
| ۱۹۴۶۳۰ | 2001 XA159  | ۱۴ دسامبر ۲۰۰۱  |
| ۱۹۴۶۳۱ | 2001 XE162  | ۱۴ دسامبر ۲۰۰۱  |
| ۱۹۴۶۳۲ | 2001 XJ162  | ۱۴ دسامبر ۲۰۰۱  |
| ۱۹۴۶۳۳ | 2001 XF163  | ۱۴ دسامبر ۲۰۰۱  |
| ۱۹۴۶۳۴ | 2001 XW163  | ۱۴ دسامبر ۲۰۰۱  |
| ۱۹۴۶۳۵ | 2001 XG164  | ۱۴ دسامبر ۲۰۰۱  |
| ۱۹۴۶۳۶ | 2001 XJ165  | ۱۴ دسامبر ۲۰۰۱  |
| ۱۹۴۶۳۷ | 2001 XR165  | ۱۴ دسامبر ۲۰۰۱  |
| ۱۹۴۶۳۸ | 2001 XO166  | ۱۴ دسامبر ۲۰۰۱  |
| ۱۹۴۶۳۹ | 2001 XX166  | ۱۴ دسامبر ۲۰۰۱  |
| ۱۹۴۶۴۰ | 2001 XP168  | ۱۴ دسامبر ۲۰۰۱  |
| ۱۹۴۶۴۱ | 2001 XS169  | ۱۴ دسامبر ۲۰۰۱  |
| ۱۹۴۶۴۲ | 2001 XH170  | ۱۴ دسامبر ۲۰۰۱  |
| ۱۹۴۶۴۳ | 2001 XO172  | ۱۴ دسامبر ۲۰۰۱  |
| ۱۹۴۶۴۴ | 2001 XS172  | ۱۴ دسامبر ۲۰۰۱  |
| ۱۹۴۶۴۵ | 2001 XX172  | ۱۴ دسامبر ۲۰۰۱  |
| ۱۹۴۶۴۶ | 2001 XE173  | ۱۴ دسامبر ۲۰۰۱  |
| ۱۹۴۶۴۷ | 2001 XV173  | ۱۴ دسامبر ۲۰۰۱  |
| ۱۹۴۶۴۸ | 2001 XQ175  | ۱۴ دسامبر ۲۰۰۱  |
| ۱۹۴۶۴۹ | 2001 XS175  | ۱۴ دسامبر ۲۰۰۱  |
| ۱۹۴۶۵۰ | 2001 XB176  | ۱۴ دسامبر ۲۰۰۱  |
| ۱۹۴۶۵۱ | 2001 XE177  | ۱۴ دسامبر ۲۰۰۱  |
| ۱۹۴۶۵۲ | 2001 XL177  | ۱۴ دسامبر ۲۰۰۱  |
| ۱۹۴۶۵۳ | 2001 XS177  | ۱۴ دسامبر ۲۰۰۱  |
| ۱۹۴۶۵۴ | 2001 XY177  | ۱۴ دسامبر ۲۰۰۱  |
| ۱۹۴۶۵۵ | 2001 XG180  | ۱۴ دسامبر ۲۰۰۱  |
| ۱۹۴۶۵۶ | 2001 XK180  | ۱۴ دسامبر ۲۰۰۱  |
| ۱۹۴۶۵۷ | 2001 XQ180  | ۱۴ دسامبر ۲۰۰۱  |
| ۱۹۴۶۵۸ | 2001 XR180  | ۱۴ دسامبر ۲۰۰۱  |
| ۱۹۴۶۵۹ | 2001 XX180  | ۱۴ دسامبر ۲۰۰۱  |
| ۱۹۴۶۶۰ | 2001 XA181  | ۱۴ دسامبر ۲۰۰۱  |
| ۱۹۴۶۶۱ | 2001 XH181  | ۱۴ دسامبر ۲۰۰۱  |
| ۱۹۴۶۶۲ | 2001 XL183  | ۱۴ دسامبر ۲۰۰۱  |
| ۱۹۴۶۶۳ | 2001 XP184  | ۱۴ دسامبر ۲۰۰۱  |
| ۱۹۴۶۶۴ | 2001 XV185  | ۱۴ دسامبر ۲۰۰۱  |
| ۱۹۴۶۶۵ | 2001 XN186  | ۱۴ دسامبر ۲۰۰۱  |
| ۱۹۴۶۶۶ | 2001 XL187  | ۱۴ دسامبر ۲۰۰۱  |
| ۱۹۴۶۶۷ | 2001 XB190  | ۱۴ دسامبر ۲۰۰۱  |
| ۱۹۴۶۶۸ | 2001 XL190  | ۱۴ دسامبر ۲۰۰۱  |
| ۱۹۴۶۶۹ | 2001 XW192  | ۱۴ دسامبر ۲۰۰۱  |
| ۱۹۴۶۷۰ | 2001 XN193  | ۱۴ دسامبر ۲۰۰۱  |
| ۱۹۴۶۷۱ | 2001 XT193  | ۱۴ دسامبر ۲۰۰۱  |
| ۱۹۴۶۷۲ | 2001 XA194  | ۱۴ دسامبر ۲۰۰۱  |
| ۱۹۴۶۷۳ | 2001 XQ195  | ۱۴ دسامبر ۲۰۰۱  |
| ۱۹۴۶۷۴ | 2001 XR195  | ۱۴ دسامبر ۲۰۰۱  |
| ۱۹۴۶۷۵ | 2001 XP197  | ۱۴ دسامبر ۲۰۰۱  |
| ۱۹۴۶۷۶ | 2001 XY197  | ۱۴ دسامبر ۲۰۰۱  |
| ۱۹۴۶۷۷ | 2001 XP198  | ۱۴ دسامبر ۲۰۰۱  |
| ۱۹۴۶۷۸ | 2001 XK199  | ۱۴ دسامبر ۲۰۰۱  |
| ۱۹۴۶۷۹ | 2001 XA202  | ۱۴ دسامبر ۲۰۰۱  |
| ۱۹۴۶۸۰ | 2001 XJ204  | ۱۱ دسامبر ۲۰۰۱  |
| ۱۹۴۶۸۱ | 2001 XX204  | ۱۱ دسامبر ۲۰۰۱  |
| ۱۹۴۶۸۲ | 2001 XG214  | ۱۱ دسامبر ۲۰۰۱  |
| ۱۹۴۶۸۳ | 2001 XA215  | ۱۳ دسامبر ۲۰۰۱  |
| ۱۹۴۶۸۴ | 2001 XR215  | ۱۴ دسامبر ۲۰۰۱  |
| ۱۹۴۶۸۵ | 2001 XQ217  | ۱۴ دسامبر ۲۰۰۱  |
| ۱۹۴۶۸۶ | 2001 XT220  | ۱۵ دسامبر ۲۰۰۱  |
| ۱۹۴۶۸۷ | 2001 XZ220  | ۱۵ دسامبر ۲۰۰۱  |
| ۱۹۴۶۸۸ | 2001 XK221  | ۱۵ دسامبر ۲۰۰۱  |
| ۱۹۴۶۸۹ | 2001 XE224  | ۱۵ دسامبر ۲۰۰۱  |
| ۱۹۴۶۹۰ | 2001 XY224  | ۱۵ دسامبر ۲۰۰۱  |
| ۱۹۴۶۹۱ | 2001 XU225  | ۱۵ دسامبر ۲۰۰۱  |
| ۱۹۴۶۹۲ | 2001 XS226  | ۱۵ دسامبر ۲۰۰۱  |
| ۱۹۴۶۹۳ | 2001 XB227  | ۱۵ دسامبر ۲۰۰۱  |
| ۱۹۴۶۹۴ | 2001 XF227  | ۱۵ دسامبر ۲۰۰۱  |
| ۱۹۴۶۹۵ | 2001 XW227  | ۱۵ دسامبر ۲۰۰۱  |
| ۱۹۴۶۹۶ | 2001 XG228  | ۱۵ دسامبر ۲۰۰۱  |
| ۱۹۴۶۹۷ | 2001 XO229  | ۱۵ دسامبر ۲۰۰۱  |
| ۱۹۴۶۹۸ | 2001 XD231  | ۱۵ دسامبر ۲۰۰۱  |
| ۱۹۴۶۹۹ | 2001 XZ231  | ۱۵ دسامبر ۲۰۰۱  |
| ۱۹۴۷۰۰ | 2001 XL232  | ۱۵ دسامبر ۲۰۰۱  |
| ۱۹۴۷۰۱ | 2001 XT232  | ۱۵ دسامبر ۲۰۰۱  |
| ۱۹۴۷۰۲ | 2001 XN235  | ۱۵ دسامبر ۲۰۰۱  |
| ۱۹۴۷۰۳ | 2001 XS235  | ۱۵ دسامبر ۲۰۰۱  |
| ۱۹۴۷۰۴ | 2001 XX235  | ۱۵ دسامبر ۲۰۰۱  |
| ۱۹۴۷۰۵ | 2001 XO236  | ۱۵ دسامبر ۲۰۰۱  |
| ۱۹۴۷۰۶ | 2001 XP236  | ۱۵ دسامبر ۲۰۰۱  |
| ۱۹۴۷۰۷ | 2001 XK237  | ۱۵ دسامبر ۲۰۰۱  |
| ۱۹۴۷۰۸ | 2001 XL238  | ۱۵ دسامبر ۲۰۰۱  |
| ۱۹۴۷۰۹ | 2001 XB239  | ۱۵ دسامبر ۲۰۰۱  |
| ۱۹۴۷۱۰ | 2001 XB240  | ۱۵ دسامبر ۲۰۰۱  |
| ۱۹۴۷۱۱ | 2001 XE240  | ۱۵ دسامبر ۲۰۰۱  |
| ۱۹۴۷۱۲ | 2001 XQ240  | ۱۵ دسامبر ۲۰۰۱  |
| ۱۹۴۷۱۳ | 2001 XG244  | ۱۵ دسامبر ۲۰۰۱  |
| ۱۹۴۷۱۴ | 2001 XK246  | ۱۵ دسامبر ۲۰۰۱  |
| ۱۹۴۷۱۵ | 2001 XY246  | ۱۵ دسامبر ۲۰۰۱  |
| ۱۹۴۷۱۶ | 2001 XD247  | ۱۵ دسامبر ۲۰۰۱  |
| ۱۹۴۷۱۷ | 2001 XE247  | ۱۵ دسامبر ۲۰۰۱  |
| ۱۹۴۷۱۸ | 2001 XQ247  | ۱۵ دسامبر ۲۰۰۱  |
| ۱۹۴۷۱۹ | 2001 XU247  | ۱۵ دسامبر ۲۰۰۱  |
| ۱۹۴۷۲۰ | 2001 XY247  | ۱۵ دسامبر ۲۰۰۱  |
| ۱۹۴۷۲۱ | 2001 XG248  | ۱۴ دسامبر ۲۰۰۱  |
| ۱۹۴۷۲۲ | 2001 XH250  | ۱۴ دسامبر ۲۰۰۱  |
| ۱۹۴۷۲۳ | 2001 XR253  | ۱۴ دسامبر ۲۰۰۱  |
| ۱۹۴۷۲۴ | 2001 XR257  | ۷ دسامبر ۲۰۰۱   |
| ۱۹۴۷۲۵ | 2001 XE258  | ۸ دسامبر ۲۰۰۱   |
| ۱۹۴۷۲۶ | 2001 XT258  | ۸ دسامبر ۲۰۰۱   |
| ۱۹۴۷۲۷ | 2001 XU259  | ۹ دسامبر ۲۰۰۱   |
| ۱۹۴۷۲۸ | 2001 XG263  | ۱۴ دسامبر ۲۰۰۱  |
| ۱۹۴۷۲۹ | 2001 XX263  | ۱۴ دسامبر ۲۰۰۱  |
| ۱۹۴۷۳۰ | 2001 XO265  | ۱۴ دسامبر ۲۰۰۱  |
| ۱۹۴۷۳۰ | 2001 YB     | ۱۶ دسامبر ۲۰۰۱  |
| ۱۹۴۷۳۲ | 2001 YL3    | ۱۹ دسامبر ۲۰۰۱  |
| ۱۹۴۷۳۳ | 2001 YH5    | ۱۷ دسامبر ۲۰۰۱  |
| ۱۹۴۷۳۴ | 2001 YS7    | ۱۷ دسامبر ۲۰۰۱  |
| ۱۹۴۷۳۵ | 2001 YQ8    | ۱۷ دسامبر ۲۰۰۱  |
| ۱۹۴۷۳۶ | 2001 YS14   | ۱۷ دسامبر ۲۰۰۱  |
| ۱۹۴۷۳۷ | 2001 YM16   | ۱۷ دسامبر ۲۰۰۱  |
| ۱۹۴۷۳۸ | 2001 YD18   | ۱۷ دسامبر ۲۰۰۱  |
| ۱۹۴۷۳۹ | 2001 YD20   | ۱۸ دسامبر ۲۰۰۱  |
| ۱۹۴۷۴۰ | 2001 YE20   | ۱۸ دسامبر ۲۰۰۱  |
| ۱۹۴۷۴۱ | 2001 YH20   | ۱۸ دسامبر ۲۰۰۱  |
| ۱۹۴۷۴۲ | 2001 YN20   | ۱۸ دسامبر ۲۰۰۱  |
| ۱۹۴۷۴۳ | 2001 YD21   | ۱۸ دسامبر ۲۰۰۱  |
| ۱۹۴۷۴۴ | 2001 YQ21   | ۱۸ دسامبر ۲۰۰۱  |
| ۱۹۴۷۴۵ | 2001 YF22   | ۱۸ دسامبر ۲۰۰۱  |
| ۱۹۴۷۴۶ | 2001 YJ25   | ۱۸ دسامبر ۲۰۰۱  |
| ۱۹۴۷۴۷ | 2001 YV25   | ۱۸ دسامبر ۲۰۰۱  |
| ۱۹۴۷۴۸ | 2001 YT28   | ۱۸ دسامبر ۲۰۰۱  |
| ۱۹۴۷۴۹ | 2001 YU31   | ۱۸ دسامبر ۲۰۰۱  |
| ۱۹۴۷۵۰ | 2001 YC33   | ۱۸ دسامبر ۲۰۰۱  |
| ۱۹۴۷۵۱ | 2001 YT38   | ۱۸ دسامبر ۲۰۰۱  |
| ۱۹۴۷۵۲ | 2001 YU41   | ۱۸ دسامبر ۲۰۰۱  |
| ۱۹۴۷۵۳ | 2001 YU43   | ۱۸ دسامبر ۲۰۰۱  |
| ۱۹۴۷۵۴ | 2001 YD44   | ۱۸ دسامبر ۲۰۰۱  |
| ۱۹۴۷۵۵ | 2001 YJ44   | ۱۸ دسامبر ۲۰۰۱  |
| ۱۹۴۷۵۶ | 2001 YZ44   | ۱۸ دسامبر ۲۰۰۱  |
| ۱۹۴۷۵۷ | 2001 YJ46   | ۱۸ دسامبر ۲۰۰۱  |
| ۱۹۴۷۵۸ | 2001 YX47   | ۱۸ دسامبر ۲۰۰۱  |
| ۱۹۴۷۵۹ | 2001 YC49   | ۱۸ دسامبر ۲۰۰۱  |
| ۱۹۴۷۶۰ | 2001 YW49   | ۱۸ دسامبر ۲۰۰۱  |
| ۱۹۴۷۶۱ | 2001 YF50   | ۱۸ دسامبر ۲۰۰۱  |
| ۱۹۴۷۶۲ | 2001 YK52   | ۱۸ دسامبر ۲۰۰۱  |
| ۱۹۴۷۶۳ | 2001 YS52   | ۱۸ دسامبر ۲۰۰۱  |
| ۱۹۴۷۶۴ | 2001 YV52   | ۱۸ دسامبر ۲۰۰۱  |
| ۱۹۴۷۶۵ | 2001 YK54   | ۱۸ دسامبر ۲۰۰۱  |
| ۱۹۴۷۶۶ | 2001 YG56   | ۱۸ دسامبر ۲۰۰۱  |
| ۱۹۴۷۶۷ | 2001 YR59   | ۱۸ دسامبر ۲۰۰۱  |
| ۱۹۴۷۶۸ | 2001 YZ59   | ۱۸ دسامبر ۲۰۰۱  |
| ۱۹۴۷۶۹ | 2001 YB64   | ۱۸ دسامبر ۲۰۰۱  |
| ۱۹۴۷۷۰ | 2001 YE64   | ۱۸ دسامبر ۲۰۰۱  |
| ۱۹۴۷۷۱ | 2001 YW64   | ۱۸ دسامبر ۲۰۰۱  |
| ۱۹۴۷۷۲ | 2001 YZ64   | ۱۸ دسامبر ۲۰۰۱  |
| ۱۹۴۷۷۳ | 2001 YC67   | ۱۸ دسامبر ۲۰۰۱  |
| ۱۹۴۷۷۴ | 2001 YD69   | ۱۸ دسامبر ۲۰۰۱  |
| ۱۹۴۷۷۵ | 2001 YD70   | ۱۸ دسامبر ۲۰۰۱  |
| ۱۹۴۷۷۶ | 2001 YG72   | ۱۸ دسامبر ۲۰۰۱  |
| ۱۹۴۷۷۷ | 2001 YA74   | ۱۸ دسامبر ۲۰۰۱  |
| ۱۹۴۷۷۸ | 2001 YP80   | ۱۸ دسامبر ۲۰۰۱  |
| ۱۹۴۷۷۹ | 2001 YW80   | ۱۸ دسامبر ۲۰۰۱  |
| ۱۹۴۷۸۰ | 2001 YV81   | ۱۸ دسامبر ۲۰۰۱  |
| ۱۹۴۷۸۱ | 2001 YA82   | ۱۸ دسامبر ۲۰۰۱  |
| ۱۹۴۷۸۲ | 2001 YN82   | ۱۸ دسامبر ۲۰۰۱  |
| ۱۹۴۷۸۳ | 2001 YZ82   | ۱۸ دسامبر ۲۰۰۱  |
| ۱۹۴۷۸۴ | 2001 YE83   | ۱۸ دسامبر ۲۰۰۱  |
| ۱۹۴۷۸۵ | 2001 YQ83   | ۱۸ دسامبر ۲۰۰۱  |
| ۱۹۴۷۸۶ | 2001 YR84   | ۱۸ دسامبر ۲۰۰۱  |
| ۱۹۴۷۸۷ | 2001 YD87   | ۱۸ دسامبر ۲۰۰۱  |
| ۱۹۴۷۸۸ | 2001 YG88   | ۱۸ دسامبر ۲۰۰۱  |
| ۱۹۴۷۸۹ | 2001 YU89   | ۱۸ دسامبر ۲۰۰۱  |
| ۱۹۴۷۹۰ | 2001 YV89   | ۱۸ دسامبر ۲۰۰۱  |
| ۱۹۴۷۹۱ | 2001 YB90   | ۱۸ دسامبر ۲۰۰۱  |
| ۱۹۴۷۹۲ | 2001 YL90   | ۱۸ دسامبر ۲۰۰۱  |
| ۱۹۴۷۹۳ | 2001 YP90   | ۱۸ دسامبر ۲۰۰۱  |
| ۱۹۴۷۹۴ | 2001 YN91   | ۱۷ دسامبر ۲۰۰۱  |
| ۱۹۴۷۹۵ | 2001 YU94   | ۱۷ دسامبر ۲۰۰۱  |
| ۱۹۴۷۹۶ | 2001 YV94   | ۱۷ دسامبر ۲۰۰۱  |
| ۱۹۴۷۹۷ | 2001 YZ96   | ۱۷ دسامبر ۲۰۰۱  |
| ۱۹۴۷۹۸ | 2001 YW97   | ۱۷ دسامبر ۲۰۰۱  |
| ۱۹۴۷۹۹ | 2001 YS99   | ۱۷ دسامبر ۲۰۰۱  |
| ۱۹۴۸۰۰ | 2001 YX99   | ۱۷ دسامبر ۲۰۰۱  |
| ۱۹۴۸۰۱ | 2001 YX101  | ۱۷ دسامبر ۲۰۰۱  |
| ۱۹۴۸۰۲ | 2001 YT102  | ۱۷ دسامبر ۲۰۰۱  |
| ۱۹۴۸۰۳ | 2001 YJ103  | ۱۷ دسامبر ۲۰۰۱  |
| ۱۹۴۸۰۴ | 2001 YL103  | ۱۷ دسامبر ۲۰۰۱  |
| ۱۹۴۸۰۵ | 2001 YS103  | ۱۷ دسامبر ۲۰۰۱  |
| ۱۹۴۸۰۶ | 2001 YA104  | ۱۷ دسامبر ۲۰۰۱  |
| ۱۹۴۸۰۷ | 2001 YH104  | ۱۷ دسامبر ۲۰۰۱  |
| ۱۹۴۸۰۸ | 2001 YC106  | ۱۷ دسامبر ۲۰۰۱  |
| ۱۹۴۸۰۹ | 2001 YD106  | ۱۷ دسامبر ۲۰۰۱  |
| ۱۹۴۸۱۰ | 2001 YQ106  | ۱۷ دسامبر ۲۰۰۱  |
| ۱۹۴۸۱۱ | 2001 YS106  | ۱۷ دسامبر ۲۰۰۱  |
| ۱۹۴۸۱۲ | 2001 YC107  | ۱۷ دسامبر ۲۰۰۱  |
| ۱۹۴۸۱۳ | 2001 YL109  | ۱۸ دسامبر ۲۰۰۱  |
| ۱۹۴۸۱۴ | 2001 YS109  | ۱۸ دسامبر ۲۰۰۱  |
| ۱۹۴۸۱۵ | 2001 YR112  | ۱۸ دسامبر ۲۰۰۱  |
| ۱۹۴۸۱۶ | 2001 YJ116  | ۱۷ دسامبر ۲۰۰۱  |
| ۱۹۴۸۱۷ | 2001 YA117  | ۱۸ دسامبر ۲۰۰۱  |
| ۱۹۴۸۱۸ | 2001 YP117  | ۱۸ دسامبر ۲۰۰۱  |
| ۱۹۴۸۱۹ | 2001 YQ117  | ۱۸ دسامبر ۲۰۰۱  |
| ۱۹۴۸۲۰ | 2001 YT117  | ۱۸ دسامبر ۲۰۰۱  |
| ۱۹۴۸۲۱ | 2001 YT120  | ۲۰ دسامبر ۲۰۰۱  |
| ۱۹۴۸۲۲ | 2001 YO123  | ۱۷ دسامبر ۲۰۰۱  |
| ۱۹۴۸۲۳ | 2001 YY123  | ۱۷ دسامبر ۲۰۰۱  |
| ۱۹۴۸۲۴ | 2001 YU124  | ۱۷ دسامبر ۲۰۰۱  |
| ۱۹۴۸۲۵ | 2001 YD127  | ۱۷ دسامبر ۲۰۰۱  |
| ۱۹۴۸۲۶ | 2001 YJ128  | ۱۷ دسامبر ۲۰۰۱  |
| ۱۹۴۸۲۷ | 2001 YS130  | ۱۷ دسامبر ۲۰۰۱  |
| ۱۹۴۸۲۸ | 2001 YM131  | ۱۸ دسامبر ۲۰۰۱  |
| ۱۹۴۸۲۹ | 2001 YX131  | ۱۹ دسامبر ۲۰۰۱  |
| ۱۹۴۸۳۰ | 2001 YL141  | ۱۷ دسامبر ۲۰۰۱  |
| ۱۹۴۸۳۱ | 2001 YO143  | ۱۷ دسامبر ۲۰۰۱  |
| ۱۹۴۸۳۲ | 2001 YY151  | ۱۹ دسامبر ۲۰۰۱  |
| ۱۹۴۸۳۳ | 2001 YL152  | ۱۹ دسامبر ۲۰۰۱  |
| ۱۹۴۸۳۴ | 2001 YY155  | ۲۰ دسامبر ۲۰۰۱  |
| ۱۹۴۸۳۵ | 2001 YZ157  | ۱۸ دسامبر ۲۰۰۱  |
| ۱۹۴۸۳۶ | 2001 YP161  | ۱۷ دسامبر ۲۰۰۱  |
| ۱۹۴۸۳۶ | 2002 AJ     | ۴ ژانویه ۲۰۰۲   |
| ۱۹۴۸۳۸ | 2002 AU3    | ۸ ژانویه ۲۰۰۲   |
| ۱۹۴۸۳۹ | 2002 AB4    | ۵ ژانویه ۲۰۰۲   |
| ۱۹۴۸۴۰ | 2002 AA6    | ۴ ژانویه ۲۰۰۲   |
| ۱۹۴۸۴۱ | 2002 AP10   | ۵ ژانویه ۲۰۰۲   |
| ۱۹۴۸۴۲ | 2002 AX10   | ۱۱ ژانویه ۲۰۰۲  |
| ۱۹۴۸۴۳ | 2002 AW12   | ۱۰ ژانویه ۲۰۰۲  |
| ۱۹۴۸۴۴ | 2002 AB13   | ۱۱ ژانویه ۲۰۰۲  |
| ۱۹۴۸۴۵ | 2002 AW15   | ۴ ژانویه ۲۰۰۲   |
| ۱۹۴۸۴۶ | 2002 AY16   | ۵ ژانویه ۲۰۰۲   |
| ۱۹۴۸۴۷ | 2002 AM17   | ۱۵ ژانویه ۲۰۰۲  |
| ۱۹۴۸۴۸ | 2002 AU18   | ۱۳ ژانویه ۲۰۰۲  |
| ۱۹۴۸۴۹ | 2002 AN20   | ۶ ژانویه ۲۰۰۲   |
| ۱۹۴۸۵۰ | 2002 AW23   | ۶ ژانویه ۲۰۰۲   |
| ۱۹۴۸۵۱ | 2002 AU24   | ۸ ژانویه ۲۰۰۲   |
| ۱۹۴۸۵۲ | 2002 AZ24   | ۸ ژانویه ۲۰۰۲   |
| ۱۹۴۸۵۳ | 2002 AB25   | ۸ ژانویه ۲۰۰۲   |
| ۱۹۴۸۵۴ | 2002 AC25   | ۸ ژانویه ۲۰۰۲   |
| ۱۹۴۸۵۵ | 2002 AE28   | ۷ ژانویه ۲۰۰۲   |
| ۱۹۴۸۵۶ | 2002 AM28   | ۷ ژانویه ۲۰۰۲   |
| ۱۹۴۸۵۷ | 2002 AL29   | ۸ ژانویه ۲۰۰۲   |
| ۱۹۴۸۵۸ | 2002 AB32   | ۱۰ ژانویه ۲۰۰۲  |
| ۱۹۴۸۵۹ | 2002 AQ35   | ۸ ژانویه ۲۰۰۲   |
| ۱۹۴۸۶۰ | 2002 AF36   | ۹ ژانویه ۲۰۰۲   |
| ۱۹۴۸۶۱ | 2002 AX38   | ۹ ژانویه ۲۰۰۲   |
| ۱۹۴۸۶۲ | 2002 AY39   | ۹ ژانویه ۲۰۰۲   |
| ۱۹۴۸۶۳ | 2002 AA40   | ۹ ژانویه ۲۰۰۲   |
| ۱۹۴۸۶۴ | 2002 AY40   | ۹ ژانویه ۲۰۰۲   |
| ۱۹۴۸۶۵ | 2002 AL42   | ۹ ژانویه ۲۰۰۲   |
| ۱۹۴۸۶۶ | 2002 AN42   | ۹ ژانویه ۲۰۰۲   |
| ۱۹۴۸۶۷ | 2002 AO42   | ۹ ژانویه ۲۰۰۲   |
| ۱۹۴۸۶۸ | 2002 AH45   | ۹ ژانویه ۲۰۰۲   |
| ۱۹۴۸۶۹ | 2002 AH50   | ۹ ژانویه ۲۰۰۲   |
| ۱۹۴۸۷۰ | 2002 AP50   | ۹ ژانویه ۲۰۰۲   |
| ۱۹۴۸۷۱ | 2002 AD51   | ۹ ژانویه ۲۰۰۲   |
| ۱۹۴۸۷۲ | 2002 AE56   | ۹ ژانویه ۲۰۰۲   |
| ۱۹۴۸۷۳ | 2002 AJ56   | ۹ ژانویه ۲۰۰۲   |
| ۱۹۴۸۷۴ | 2002 AV56   | ۹ ژانویه ۲۰۰۲   |
| ۱۹۴۸۷۵ | 2002 AJ57   | ۹ ژانویه ۲۰۰۲   |
| ۱۹۴۸۷۶ | 2002 AD58   | ۹ ژانویه ۲۰۰۲   |
| ۱۹۴۸۷۷ | 2002 AH58   | ۹ ژانویه ۲۰۰۲   |
| ۱۹۴۸۷۸ | 2002 AG69   | ۱۳ ژانویه ۲۰۰۲  |
| ۱۹۴۸۷۹ | 2002 AL70   | ۸ ژانویه ۲۰۰۲   |
| ۱۹۴۸۸۰ | 2002 AK72   | ۸ ژانویه ۲۰۰۲   |
| ۱۹۴۸۸۱ | 2002 AQ72   | ۸ ژانویه ۲۰۰۲   |
| ۱۹۴۸۸۲ | 2002 AA76   | ۸ ژانویه ۲۰۰۲   |
| ۱۹۴۸۸۳ | 2002 AU76   | ۸ ژانویه ۲۰۰۲   |
| ۱۹۴۸۸۴ | 2002 AW76   | ۸ ژانویه ۲۰۰۲   |
| ۱۹۴۸۸۵ | 2002 AJ77   | ۸ ژانویه ۲۰۰۲   |
| ۱۹۴۸۸۶ | 2002 AK78   | ۸ ژانویه ۲۰۰۲   |
| ۱۹۴۸۸۷ | 2002 AT79   | ۸ ژانویه ۲۰۰۲   |
| ۱۹۴۸۸۸ | 2002 AM81   | ۹ ژانویه ۲۰۰۲   |
| ۱۹۴۸۸۹ | 2002 AY81   | ۹ ژانویه ۲۰۰۲   |
| ۱۹۴۸۹۰ | 2002 AQ83   | ۹ ژانویه ۲۰۰۲   |
| ۱۹۴۸۹۱ | 2002 AW83   | ۹ ژانویه ۲۰۰۲   |
| ۱۹۴۸۹۲ | 2002 AP90   | ۱۲ ژانویه ۲۰۰۲  |
| ۱۹۴۸۹۳ | 2002 AX94   | ۸ ژانویه ۲۰۰۲   |
| ۱۹۴۸۹۴ | 2002 AM95   | ۸ ژانویه ۲۰۰۲   |
| ۱۹۴۸۹۵ | 2002 AR95   | ۸ ژانویه ۲۰۰۲   |
| ۱۹۴۸۹۶ | 2002 AW95   | ۸ ژانویه ۲۰۰۲   |
| ۱۹۴۸۹۷ | 2002 AF96   | ۸ ژانویه ۲۰۰۲   |
| ۱۹۴۸۹۸ | 2002 AB97   | ۸ ژانویه ۲۰۰۲   |
| ۱۹۴۸۹۹ | 2002 AG97   | ۸ ژانویه ۲۰۰۲   |
| ۱۹۴۹۰۰ | 2002 AB98   | ۸ ژانویه ۲۰۰۲   |
| ۱۹۴۹۰۱ | 2002 AY98   | ۸ ژانویه ۲۰۰۲   |
| ۱۹۴۹۰۲ | 2002 AG99   | ۸ ژانویه ۲۰۰۲   |
| ۱۹۴۹۰۳ | 2002 AP103  | ۹ ژانویه ۲۰۰۲   |
| ۱۹۴۹۰۴ | 2002 AR105  | ۹ ژانویه ۲۰۰۲   |
| ۱۹۴۹۰۵ | 2002 AU105  | ۹ ژانویه ۲۰۰۲   |
| ۱۹۴۹۰۶ | 2002 AM106  | ۹ ژانویه ۲۰۰۲   |
| ۱۹۴۹۰۷ | 2002 AC107  | ۹ ژانویه ۲۰۰۲   |
| ۱۹۴۹۰۸ | 2002 AV107  | ۹ ژانویه ۲۰۰۲   |
| ۱۹۴۹۰۹ | 2002 AC110  | ۹ ژانویه ۲۰۰۲   |
| ۱۹۴۹۱۰ | 2002 AD112  | ۹ ژانویه ۲۰۰۲   |
| ۱۹۴۹۱۱ | 2002 AE113  | ۹ ژانویه ۲۰۰۲   |
| ۱۹۴۹۱۲ | 2002 AG114  | ۹ ژانویه ۲۰۰۲   |
| ۱۹۴۹۱۳ | 2002 AT115  | ۹ ژانویه ۲۰۰۲   |
| ۱۹۴۹۱۴ | 2002 AT120  | ۹ ژانویه ۲۰۰۲   |
| ۱۹۴۹۱۵ | 2002 AD121  | ۹ ژانویه ۲۰۰۲   |
| ۱۹۴۹۱۶ | 2002 AS121  | ۹ ژانویه ۲۰۰۲   |
| ۱۹۴۹۱۷ | 2002 AY121  | ۹ ژانویه ۲۰۰۲   |
| ۱۹۴۹۱۸ | 2002 AC122  | ۹ ژانویه ۲۰۰۲   |
| ۱۹۴۹۱۹ | 2002 AU122  | ۹ ژانویه ۲۰۰۲   |
| ۱۹۴۹۲۰ | 2002 AB124  | ۹ ژانویه ۲۰۰۲   |
| ۱۹۴۹۲۱ | 2002 AO124  | ۹ ژانویه ۲۰۰۲   |
| ۱۹۴۹۲۲ | 2002 AK125  | ۱۱ ژانویه ۲۰۰۲  |
| ۱۹۴۹۲۳ | 2002 AH126  | ۱۲ ژانویه ۲۰۰۲  |
| ۱۹۴۹۲۴ | 2002 AP128  | ۱۴ ژانویه ۲۰۰۲  |
| ۱۹۴۹۲۵ | 2002 AS128  | ۱۴ ژانویه ۲۰۰۲  |
| ۱۹۴۹۲۶ | 2002 AM133  | ۹ ژانویه ۲۰۰۲   |
| ۱۹۴۹۲۷ | 2002 AL134  | ۹ ژانویه ۲۰۰۲   |
| ۱۹۴۹۲۸ | 2002 AQ134  | ۹ ژانویه ۲۰۰۲   |
| ۱۹۴۹۲۹ | 2002 AD137  | ۹ ژانویه ۲۰۰۲   |
| ۱۹۴۹۳۰ | 2002 AG137  | ۹ ژانویه ۲۰۰۲   |
| ۱۹۴۹۳۱ | 2002 AJ139  | ۹ ژانویه ۲۰۰۲   |
| ۱۹۴۹۳۲ | 2002 AQ139  | ۱۲ ژانویه ۲۰۰۲  |
| ۱۹۴۹۳۳ | 2002 AP141  | ۱۳ ژانویه ۲۰۰۲  |
| ۱۹۴۹۳۴ | 2002 AQ143  | ۱۳ ژانویه ۲۰۰۲  |
| ۱۹۴۹۳۵ | 2002 AP144  | ۱۳ ژانویه ۲۰۰۲  |
| ۱۹۴۹۳۶ | 2002 AE146  | ۱۳ ژانویه ۲۰۰۲  |
| ۱۹۴۹۳۷ | 2002 AH147  | ۱۴ ژانویه ۲۰۰۲  |
| ۱۹۴۹۳۸ | 2002 AG149  | ۱۴ ژانویه ۲۰۰۲  |
| ۱۹۴۹۳۹ | 2002 AH150  | ۱۴ ژانویه ۲۰۰۲  |
| ۱۹۴۹۴۰ | 2002 AU150  | ۱۴ ژانویه ۲۰۰۲  |
| ۱۹۴۹۴۱ | 2002 AW150  | ۱۴ ژانویه ۲۰۰۲  |
| ۱۹۴۹۴۲ | 2002 AE152  | ۱۴ ژانویه ۲۰۰۲  |
| ۱۹۴۹۴۳ | 2002 AF152  | ۱۴ ژانویه ۲۰۰۲  |
| ۱۹۴۹۴۴ | 2002 AB153  | ۱۴ ژانویه ۲۰۰۲  |
| ۱۹۴۹۴۵ | 2002 AM154  | ۱۴ ژانویه ۲۰۰۲  |
| ۱۹۴۹۴۶ | 2002 AD157  | ۱۳ ژانویه ۲۰۰۲  |
| ۱۹۴۹۴۷ | 2002 AR158  | ۱۳ ژانویه ۲۰۰۲  |
| ۱۹۴۹۴۸ | 2002 AE160  | ۱۳ ژانویه ۲۰۰۲  |
| ۱۹۴۹۴۹ | 2002 AW160  | ۱۳ ژانویه ۲۰۰۲  |
| ۱۹۴۹۵۰ | 2002 AX160  | ۱۳ ژانویه ۲۰۰۲  |
| ۱۹۴۹۵۱ | 2002 AV161  | ۱۳ ژانویه ۲۰۰۲  |
| ۱۹۴۹۵۲ | 2002 AT162  | ۱۳ ژانویه ۲۰۰۲  |
| ۱۹۴۹۵۳ | 2002 AA165  | ۱۳ ژانویه ۲۰۰۲  |
| ۱۹۴۹۵۴ | 2002 AS165  | ۱۳ ژانویه ۲۰۰۲  |
| ۱۹۴۹۵۵ | 2002 AE168  | ۱۴ ژانویه ۲۰۰۲  |
| ۱۹۴۹۵۶ | 2002 AO168  | ۱۴ ژانویه ۲۰۰۲  |
| ۱۹۴۹۵۷ | 2002 AT168  | ۱۵ ژانویه ۲۰۰۲  |
| ۱۹۴۹۵۸ | 2002 AL170  | ۱۴ ژانویه ۲۰۰۲  |
| ۱۹۴۹۵۹ | 2002 AK171  | ۱۴ ژانویه ۲۰۰۲  |
| ۱۹۴۹۶۰ | 2002 AM171  | ۱۴ ژانویه ۲۰۰۲  |
| ۱۹۴۹۶۱ | 2002 AS172  | ۱۴ ژانویه ۲۰۰۲  |
| ۱۹۴۹۶۲ | 2002 AM173  | ۱۴ ژانویه ۲۰۰۲  |
| ۱۹۴۹۶۳ | 2002 AD174  | ۱۴ ژانویه ۲۰۰۲  |
| ۱۹۴۹۶۴ | 2002 AV174  | ۱۴ ژانویه ۲۰۰۲  |
| ۱۹۴۹۶۵ | 2002 AX174  | ۱۴ ژانویه ۲۰۰۲  |
| ۱۹۴۹۶۶ | 2002 AU176  | ۱۴ ژانویه ۲۰۰۲  |
| ۱۹۴۹۶۷ | 2002 AN177  | ۱۴ ژانویه ۲۰۰۲  |
| ۱۹۴۹۶۸ | 2002 AQ178  | ۱۴ ژانویه ۲۰۰۲  |
| ۱۹۴۹۶۹ | 2002 AJ179  | ۱۴ ژانویه ۲۰۰۲  |
| ۱۹۴۹۷۰ | 2002 AY179  | ۱۳ ژانویه ۲۰۰۲  |
| ۱۹۴۹۷۱ | 2002 AY180  | ۵ ژانویه ۲۰۰۲   |
| ۱۹۴۹۷۲ | 2002 AJ185  | ۸ ژانویه ۲۰۰۲   |
| ۱۹۴۹۷۳ | 2002 AF187  | ۸ ژانویه ۲۰۰۲   |
| ۱۹۴۹۷۴ | 2002 AL189  | ۱۰ ژانویه ۲۰۰۲  |
| ۱۹۴۹۷۵ | 2002 AO190  | ۱۱ ژانویه ۲۰۰۲  |
| ۱۹۴۹۷۶ | 2002 AW200  | ۹ ژانویه ۲۰۰۲   |
| ۱۹۴۹۷۷ | 2002 AT202  | ۱۳ ژانویه ۲۰۰۲  |
| ۱۹۴۹۷۸ | 2002 AU202  | ۱۳ ژانویه ۲۰۰۲  |
| ۱۹۴۹۷۹ | 2002 AE203  | ۱۱ ژانویه ۲۰۰۲  |
| ۱۹۴۹۸۰ | 2002 AS203  | ۱۲ ژانویه ۲۰۰۲  |
| ۱۹۴۹۸۱ | 2002 AU203  | ۱۲ ژانویه ۲۰۰۲  |
| ۱۹۴۹۸۱ | 2002 BH     | ۱۹ ژانویه ۲۰۰۲  |
| ۱۹۴۹۸۱ | 2002 BK     | ۱۸ ژانویه ۲۰۰۲  |
| ۱۹۴۹۸۴ | 2002 BO1    | ۱۹ ژانویه ۲۰۰۲  |
| ۱۹۴۹۸۵ | 2002 BR1    | ۲۰ ژانویه ۲۰۰۲  |
| ۱۹۴۹۸۶ | 2002 BC2    | ۱۹ ژانویه ۲۰۰۲  |
| ۱۹۴۹۸۷ | 2002 BE6    | ۱۸ ژانویه ۲۰۰۲  |
| ۱۹۴۹۸۸ | 2002 BY6    | ۱۸ ژانویه ۲۰۰۲  |
| ۱۹۴۹۸۹ | 2002 BZ6    | ۱۸ ژانویه ۲۰۰۲  |
| ۱۹۴۹۹۰ | 2002 BS7    | ۱۸ ژانویه ۲۰۰۲  |
| ۱۹۴۹۹۱ | 2002 BW7    | ۱۸ ژانویه ۲۰۰۲  |
| ۱۹۴۹۹۲ | 2002 BH8    | ۱۸ ژانویه ۲۰۰۲  |
| ۱۹۴۹۹۳ | 2002 BJ11   | ۱۹ ژانویه ۲۰۰۲  |
| ۱۹۴۹۹۴ | 2002 BN14   | ۱۹ ژانویه ۲۰۰۲  |
| ۱۹۴۹۹۵ | 2002 BJ15   | ۱۹ ژانویه ۲۰۰۲  |
| ۱۹۴۹۹۶ | 2002 BH16   | ۱۹ ژانویه ۲۰۰۲  |
| ۱۹۴۹۹۷ | 2002 BJ17   | ۲۰ ژانویه ۲۰۰۲  |
| ۱۹۴۹۹۸ | 2002 BS18   | ۲۱ ژانویه ۲۰۰۲  |
| ۱۹۴۹۹۹ | 2002 BO27   | ۲۰ ژانویه ۲۰۰۲  |
| ۱۹۵۰۰۰ | 2002 BZ27   | ۲۰ ژانویه ۲۰۰۲  |